# Biserica de lemn din Săcălășeni

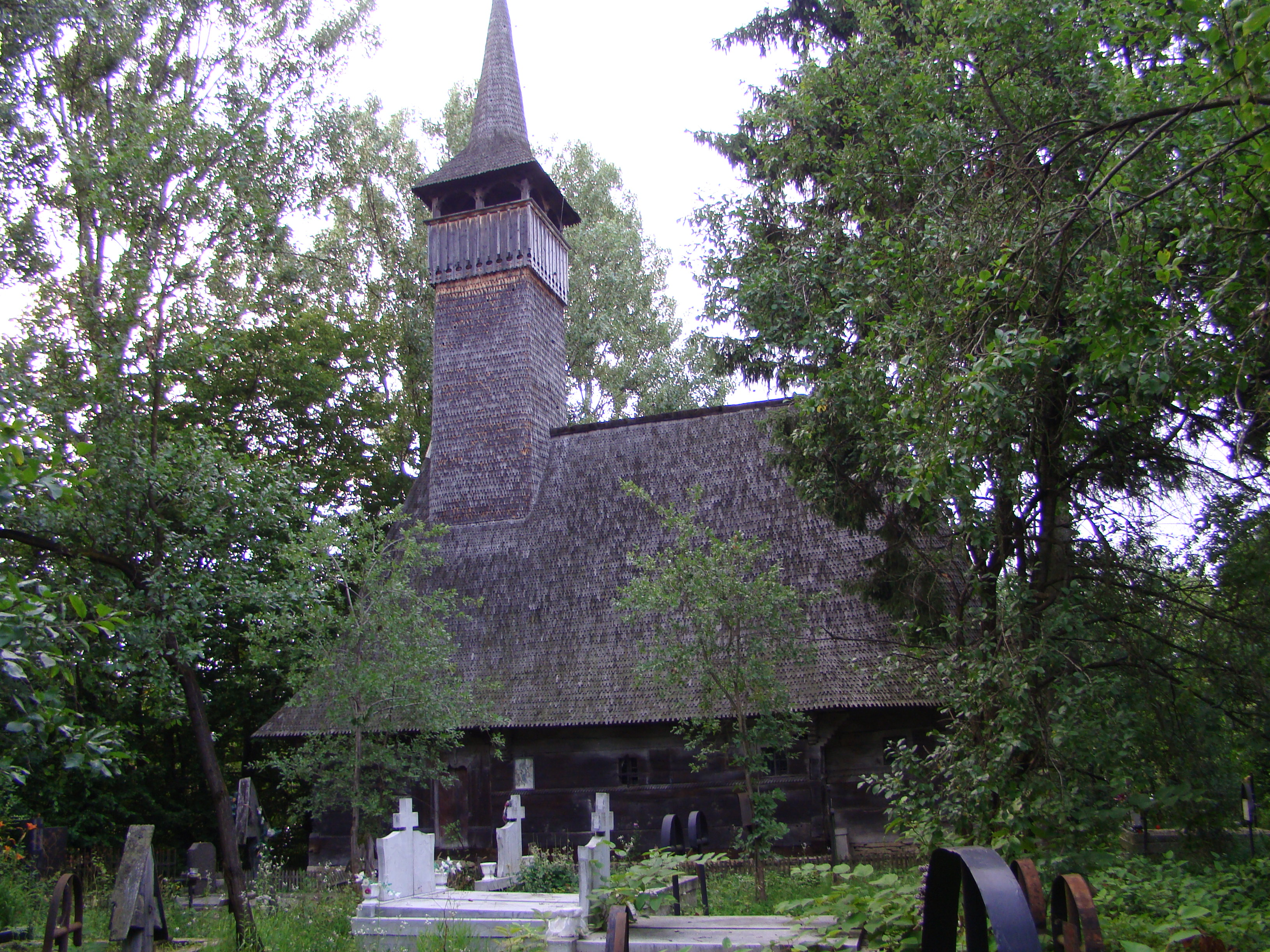
Biserica de lemn din Săcălăşeni, comuna Săcălăşeni, județul Maramureș, foto: iunie 2009.

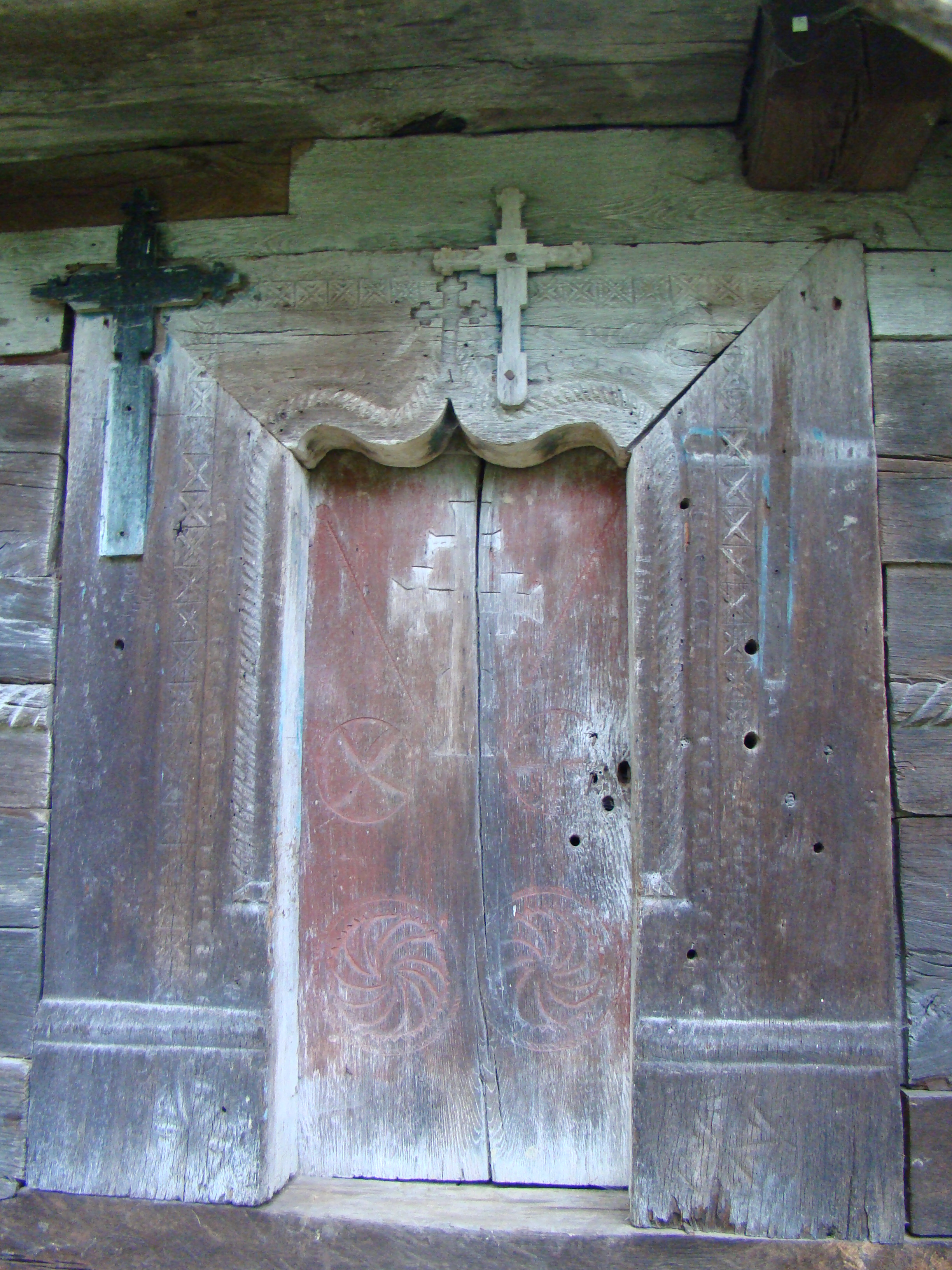
Portalul uşii de la intrare

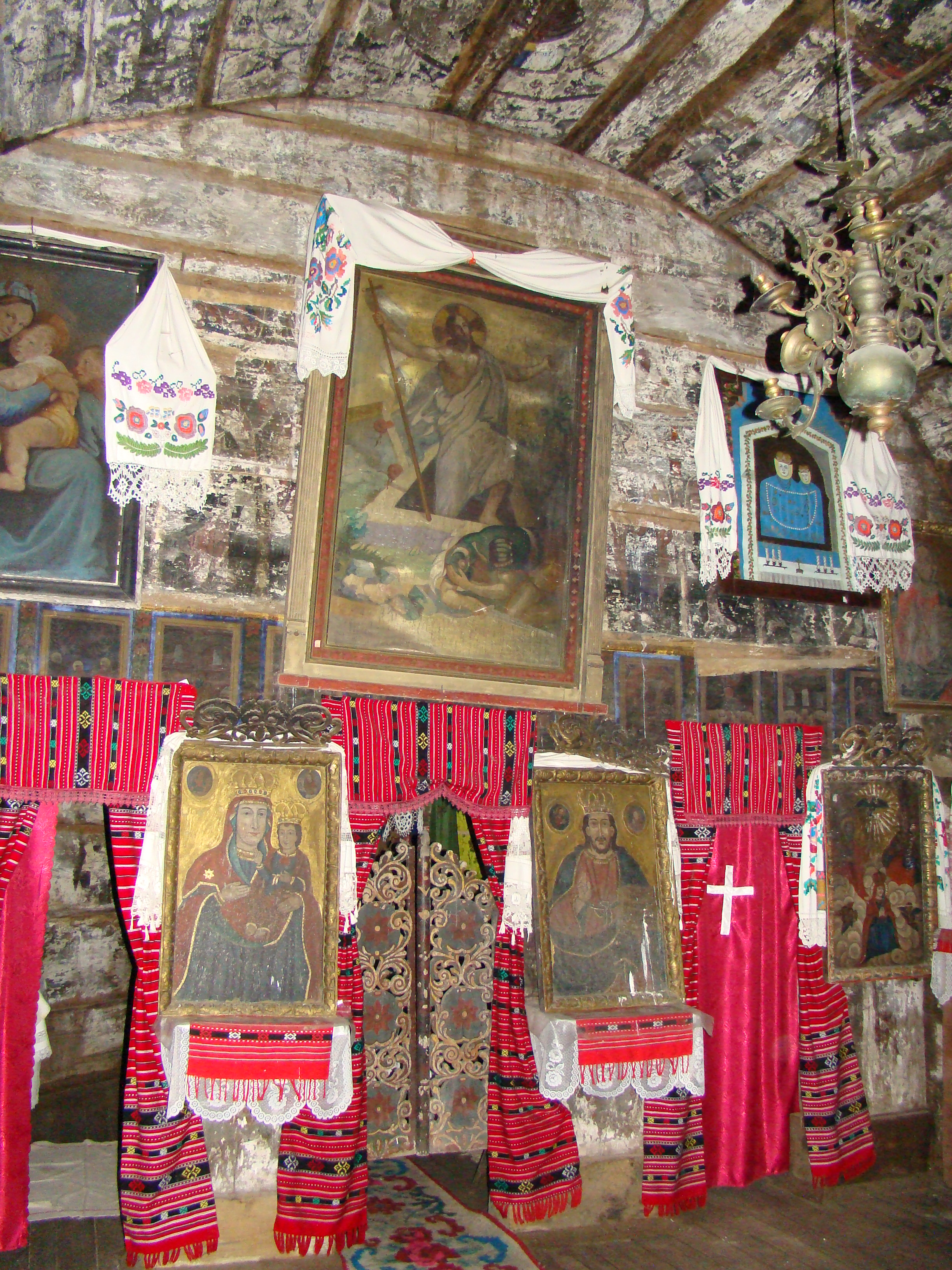
Iconostasul

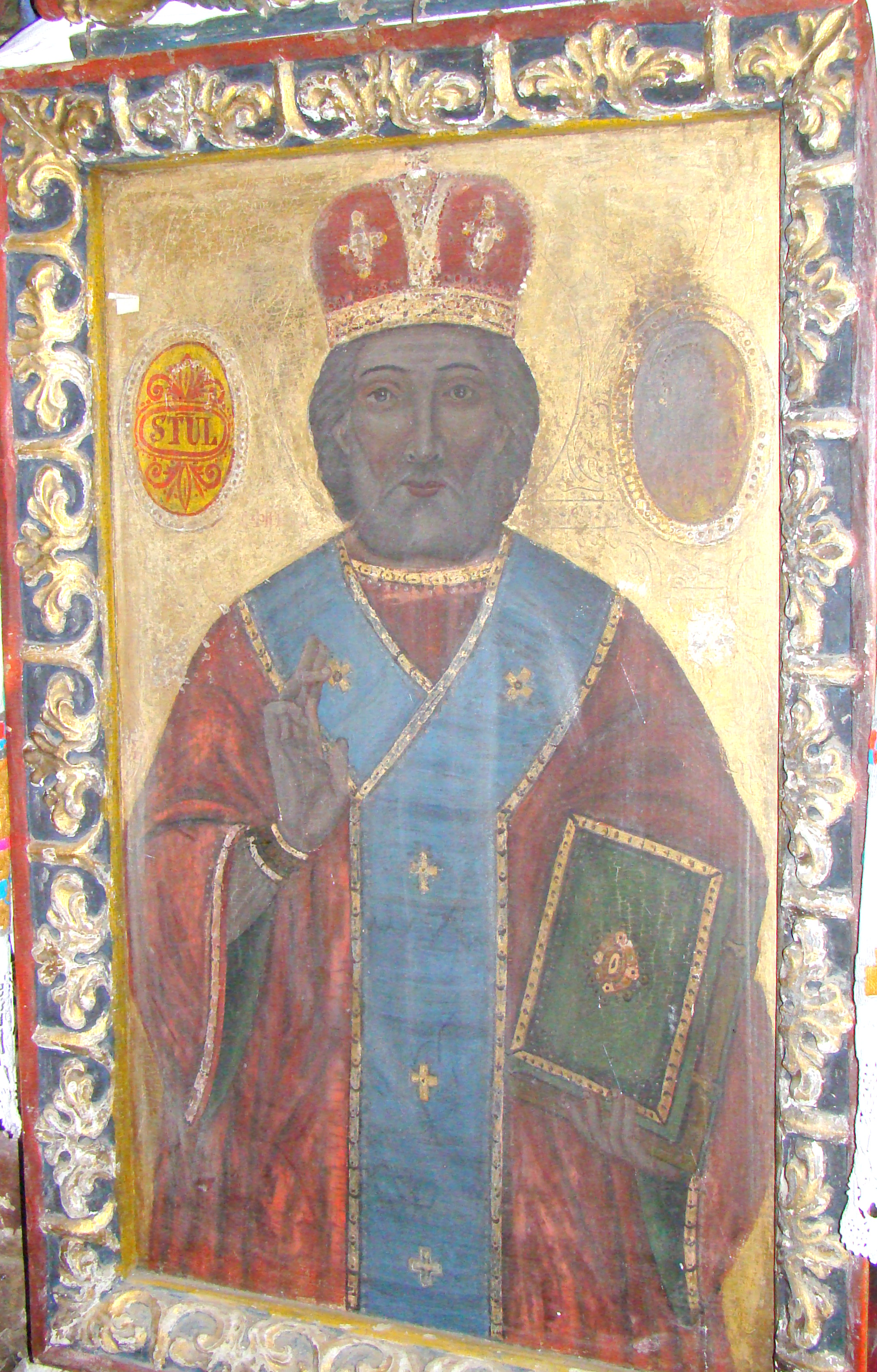
Sfântul Ierarh Nicolae

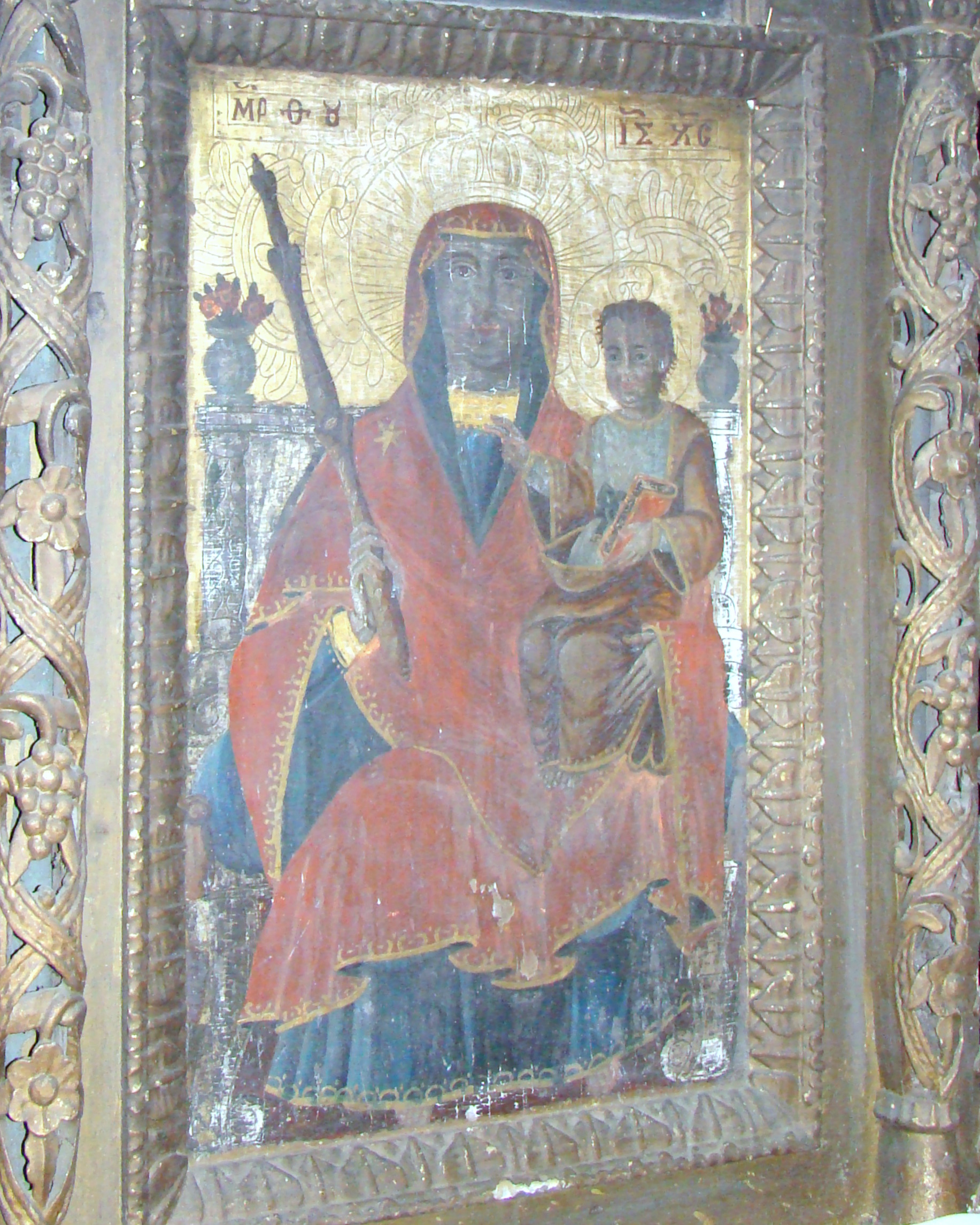
Maica Domnului cu Pruncul

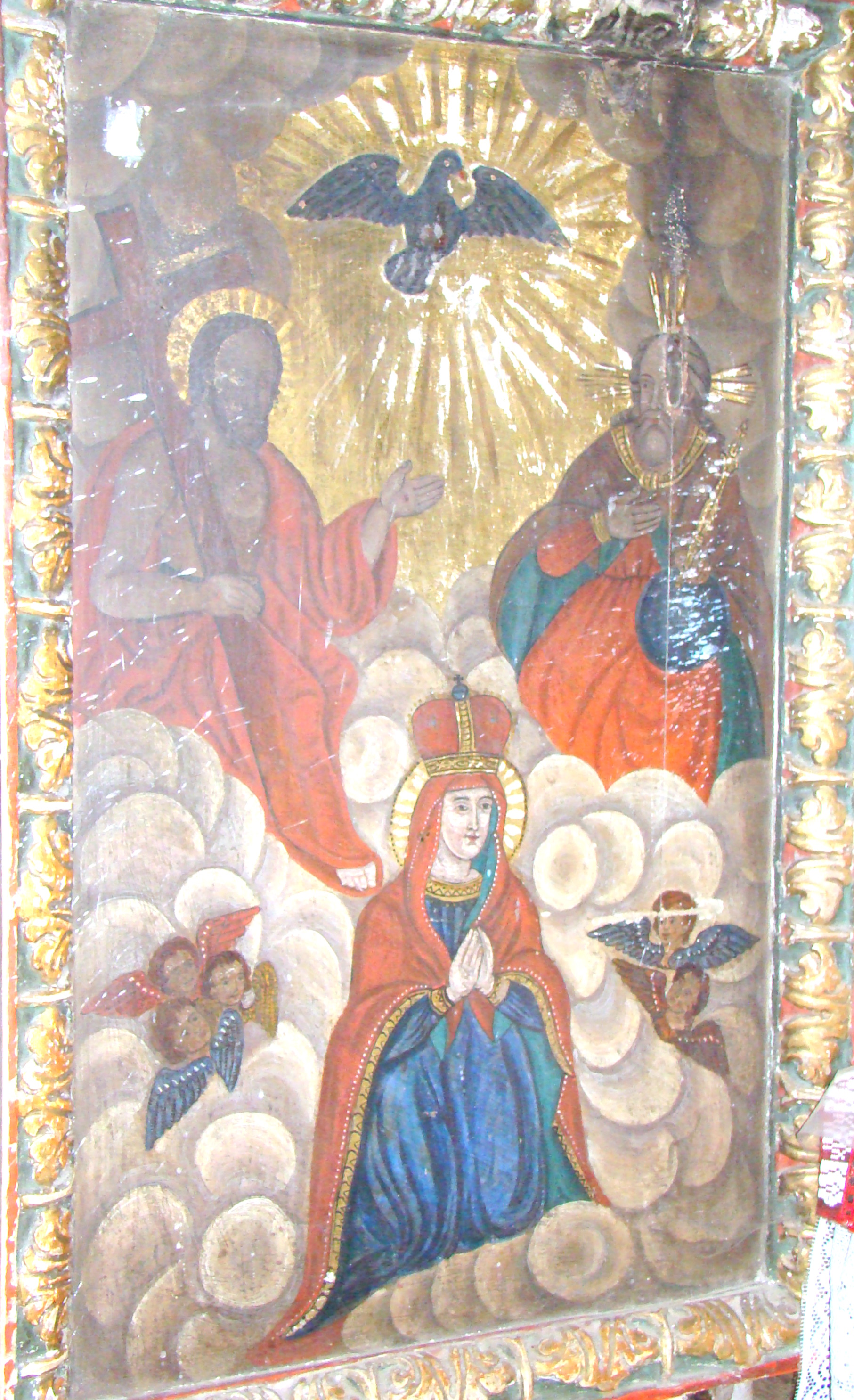
Încoronarea Fecioarei

Biserica de lemn din Săcălășeni, comuna Săcălășeni, județul Maramureș datează din secolul XVII . Lăcașul are hramul „Adormirea Maicii Domnului” și figurează pe lista monumentelor istorice, cod LMI MM-II-m-A-04630.

## Istoric și trăsături
Biserica de lemn „Adormirea Maicii Domnului”, datează potrivit tradiției din anul 1442 și a fost reconstruită în secolul XVII. De proporții monumentale, este impresionantă și prin grosimea excepțională a bârnelor din care este construită. De plan dreptunghiular, cu absida poligonală decroșată, are deasupra pronaosului un turn-clopotniță foarte înalt, cu foișor. Accesul se face pe latura de sud, ușa având un ancadrament în formă de acoladă și o bogată ornamentație sculptată.
În interior se păstrează picturi murale din 1865, după cum specifică inscripția din naos: „Această sfântă biserică sau ziditu după vremea tătărimii în anul 1442. Sau zugrăvitu din nou în anul 1865 fiind mitropolitu Ex-sa Alexandru Suluțiu episcop Vancea ilustratea sa în DRE Gherlei protopopu Atanasiu Cotuțiu, preot Gheorghe Trif R. Curator Leudice Nuțiu, fătu Tarța Vasilica, pictoritu pictoru Paulu Weissu din cetatea Baia Mare”. Din inscripție rezultă că actuala pictură înlocuiește una mai veche și că biserica ar fi fost ridicată în anul 1442, dată discutabilă având în vedere viața relativ scurtă a construcțiilor de lemn.

## Imagini din exterior

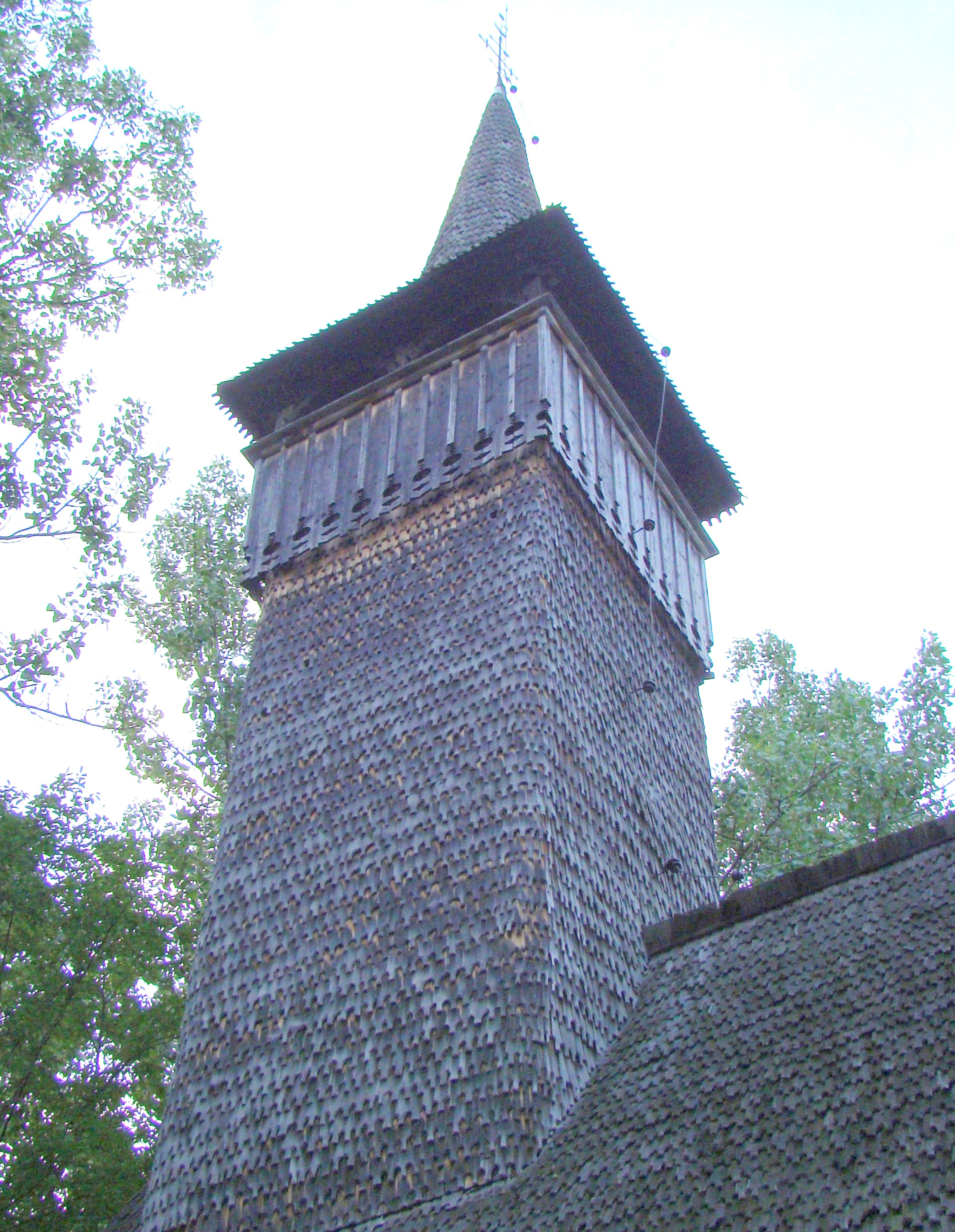
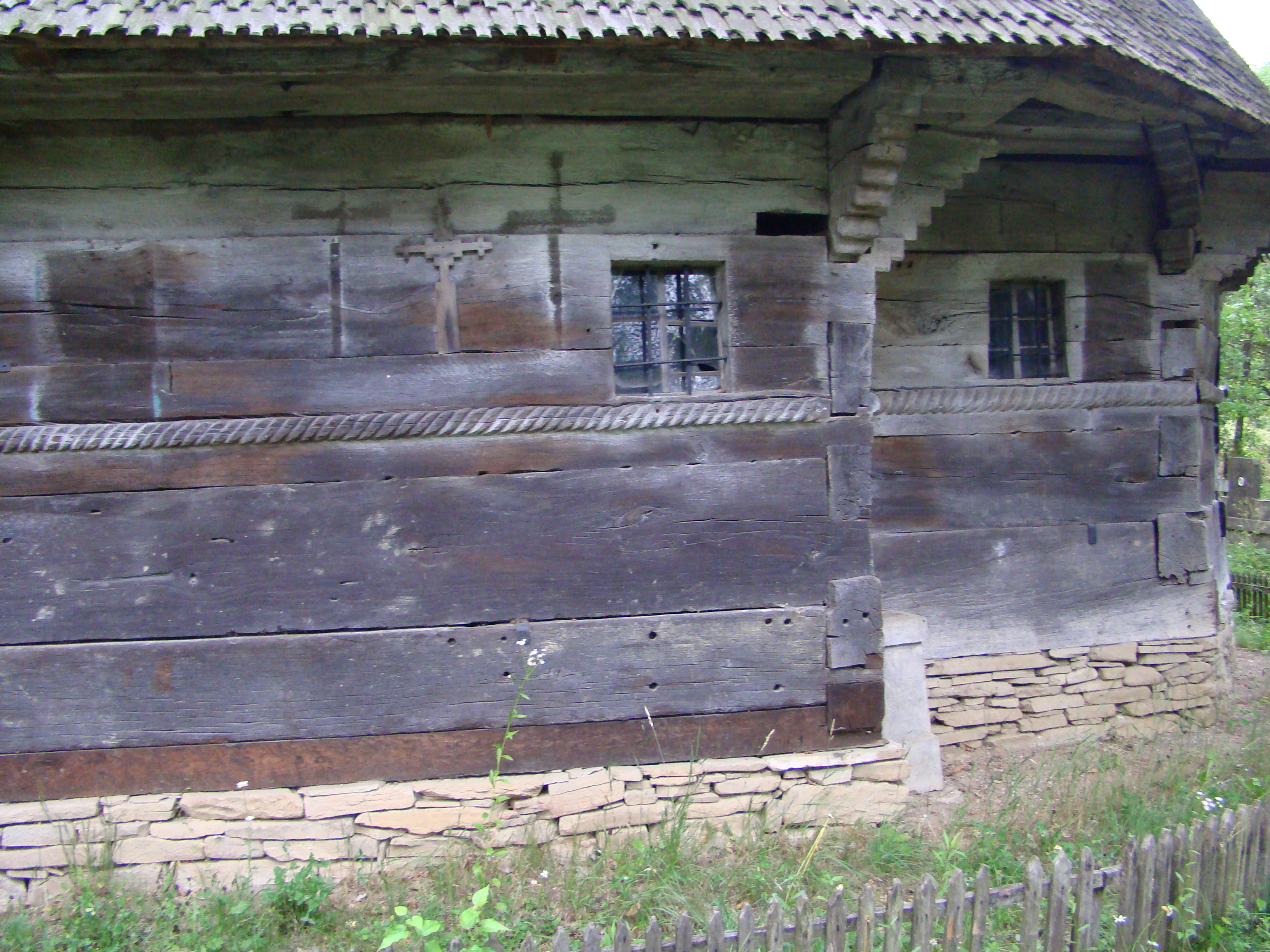
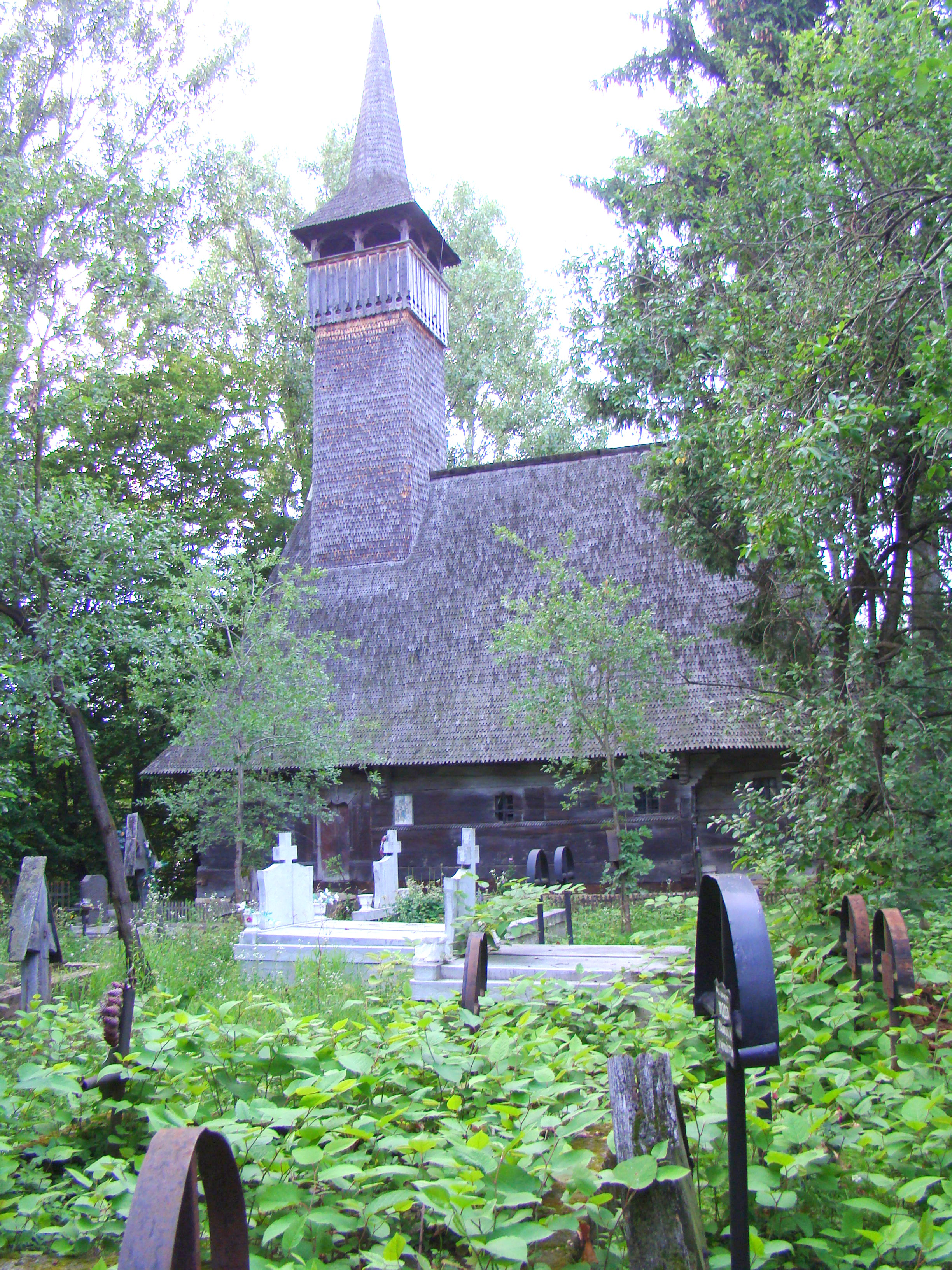
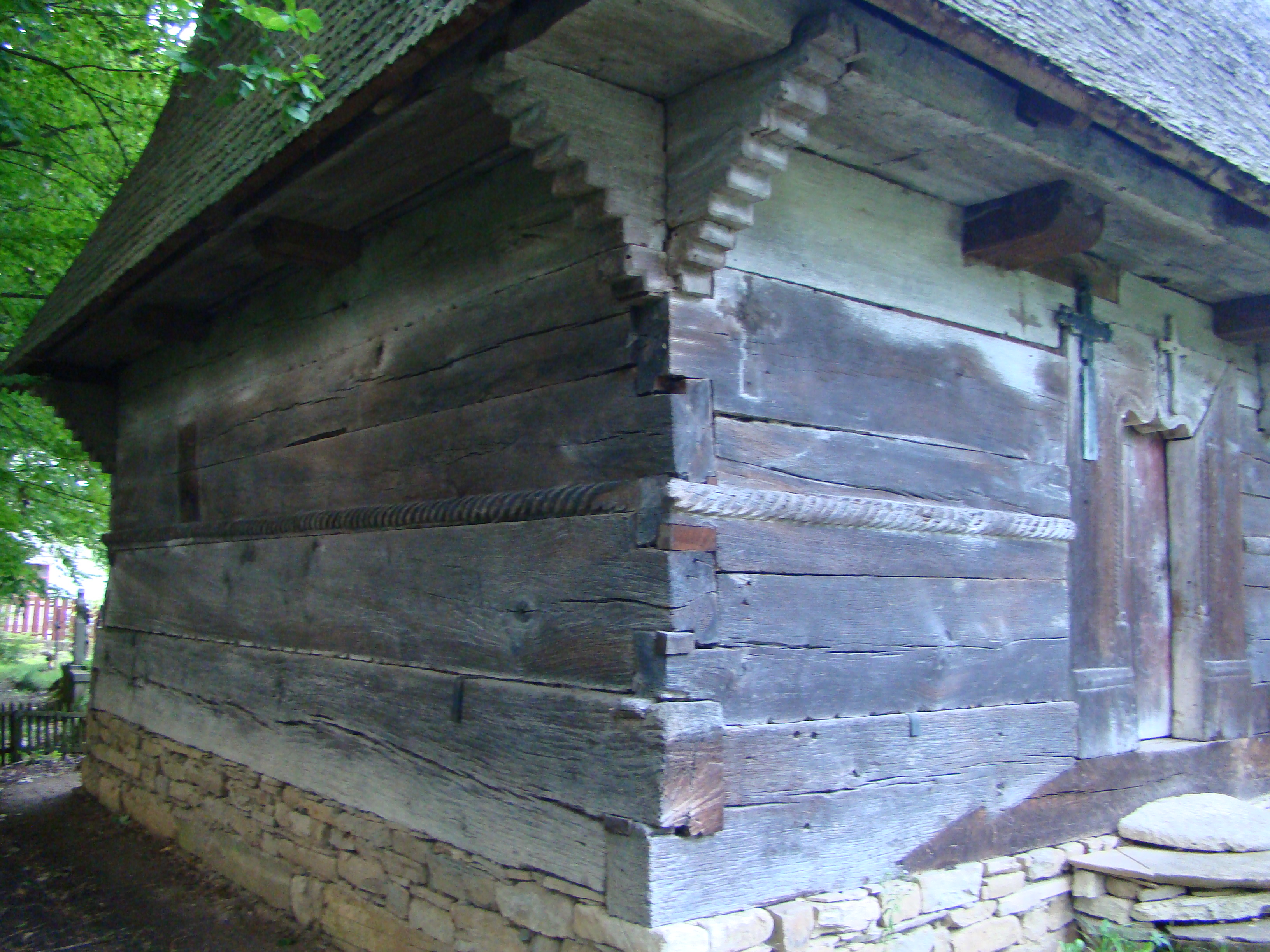
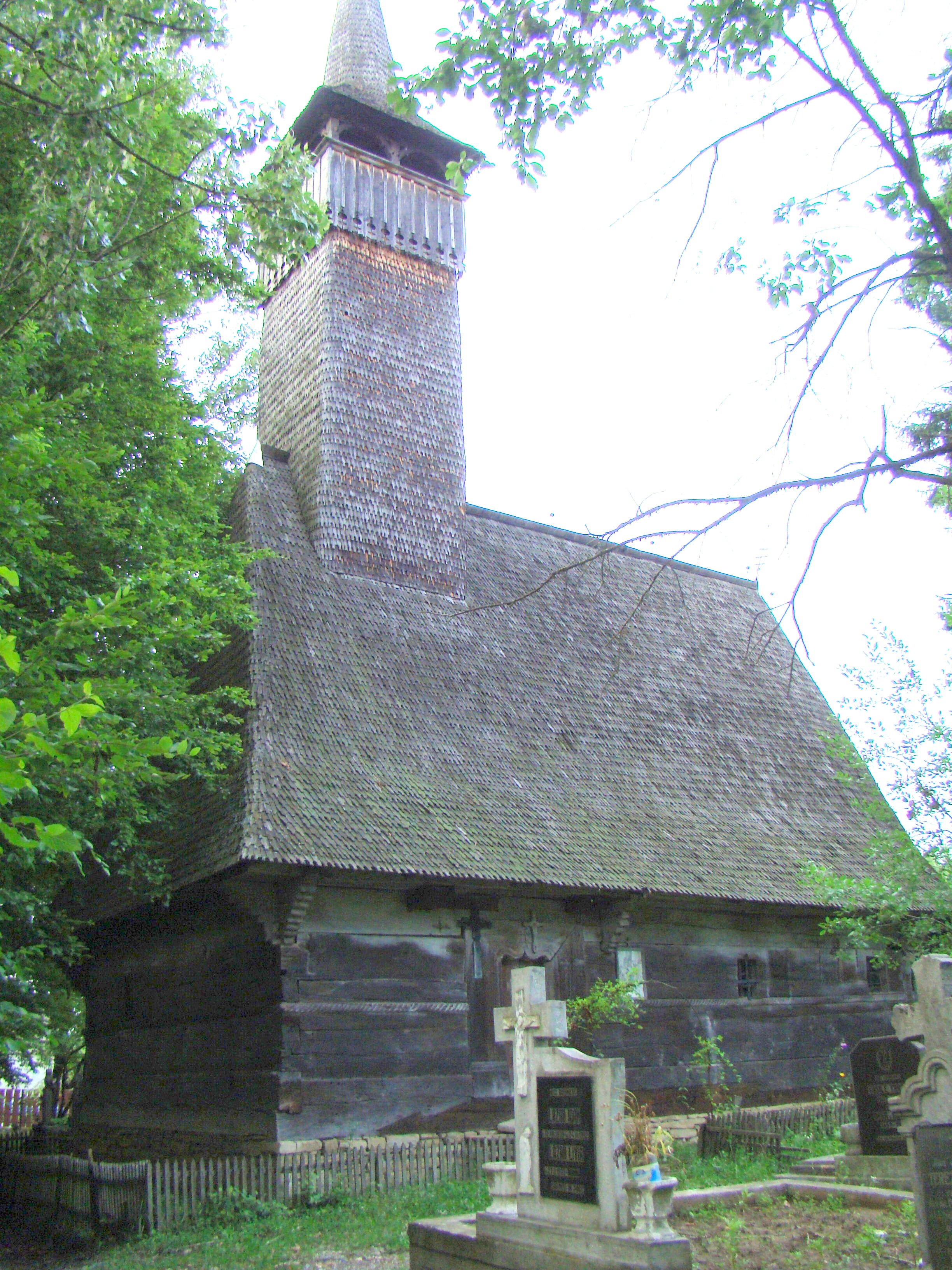
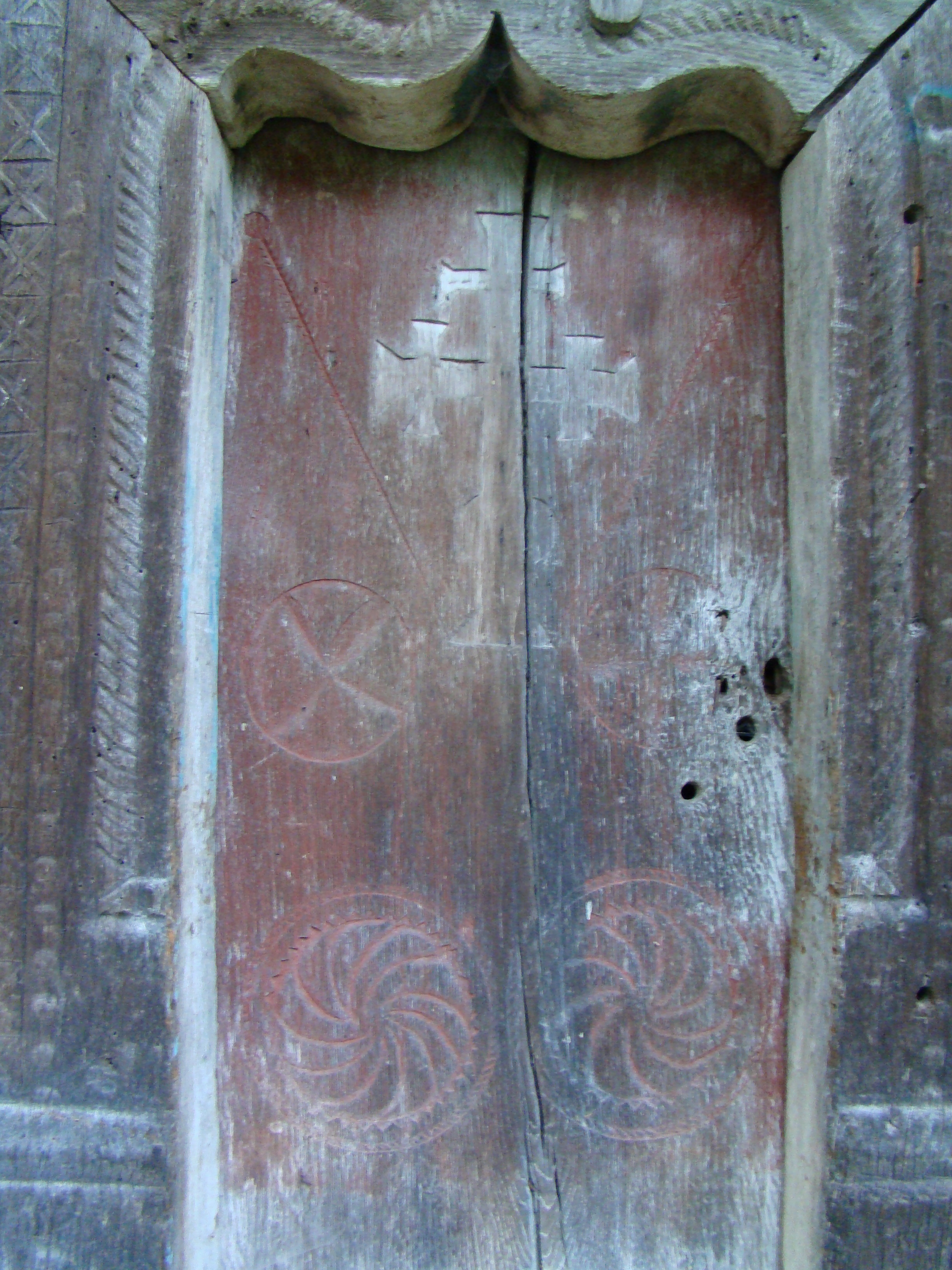
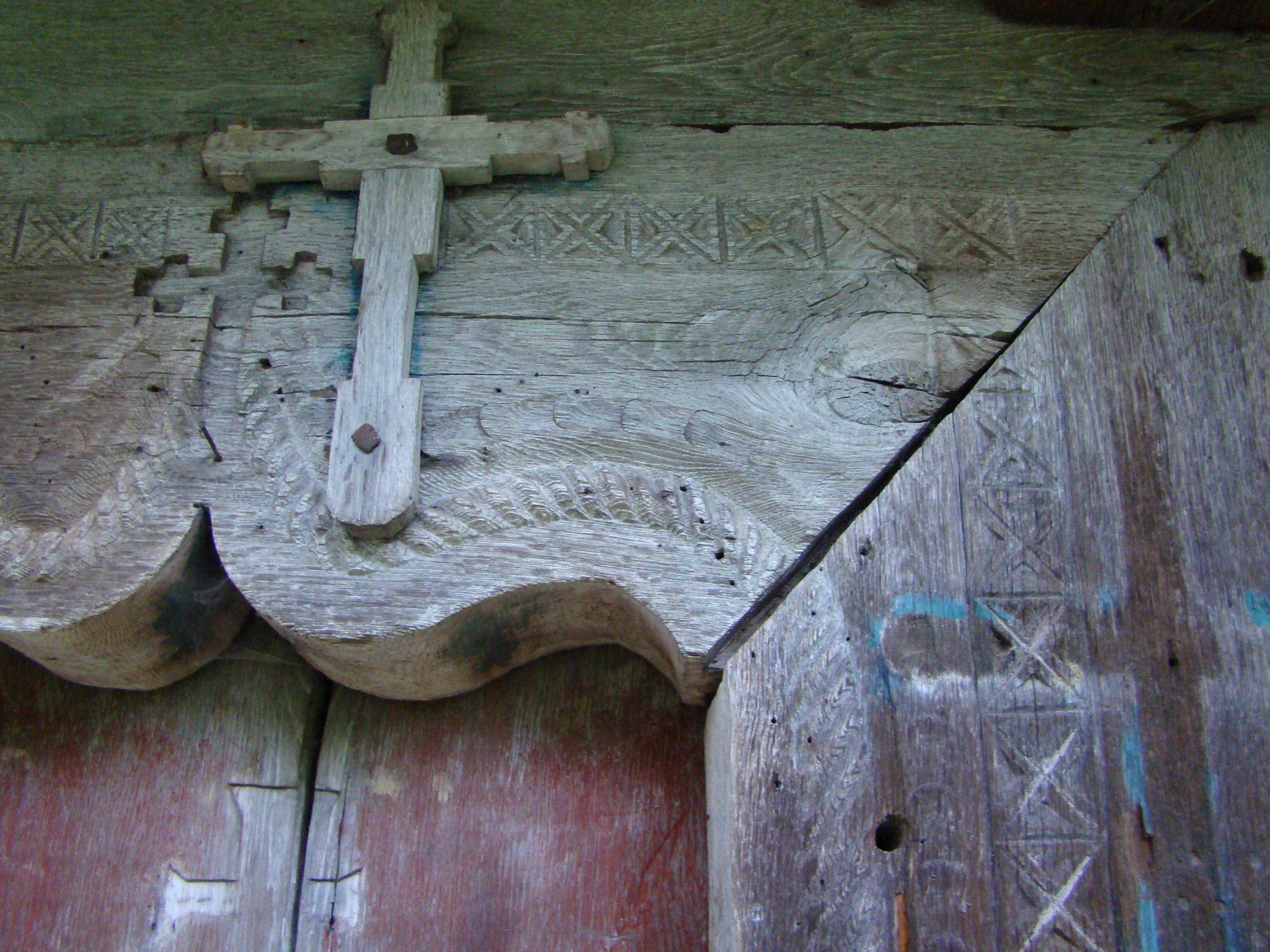
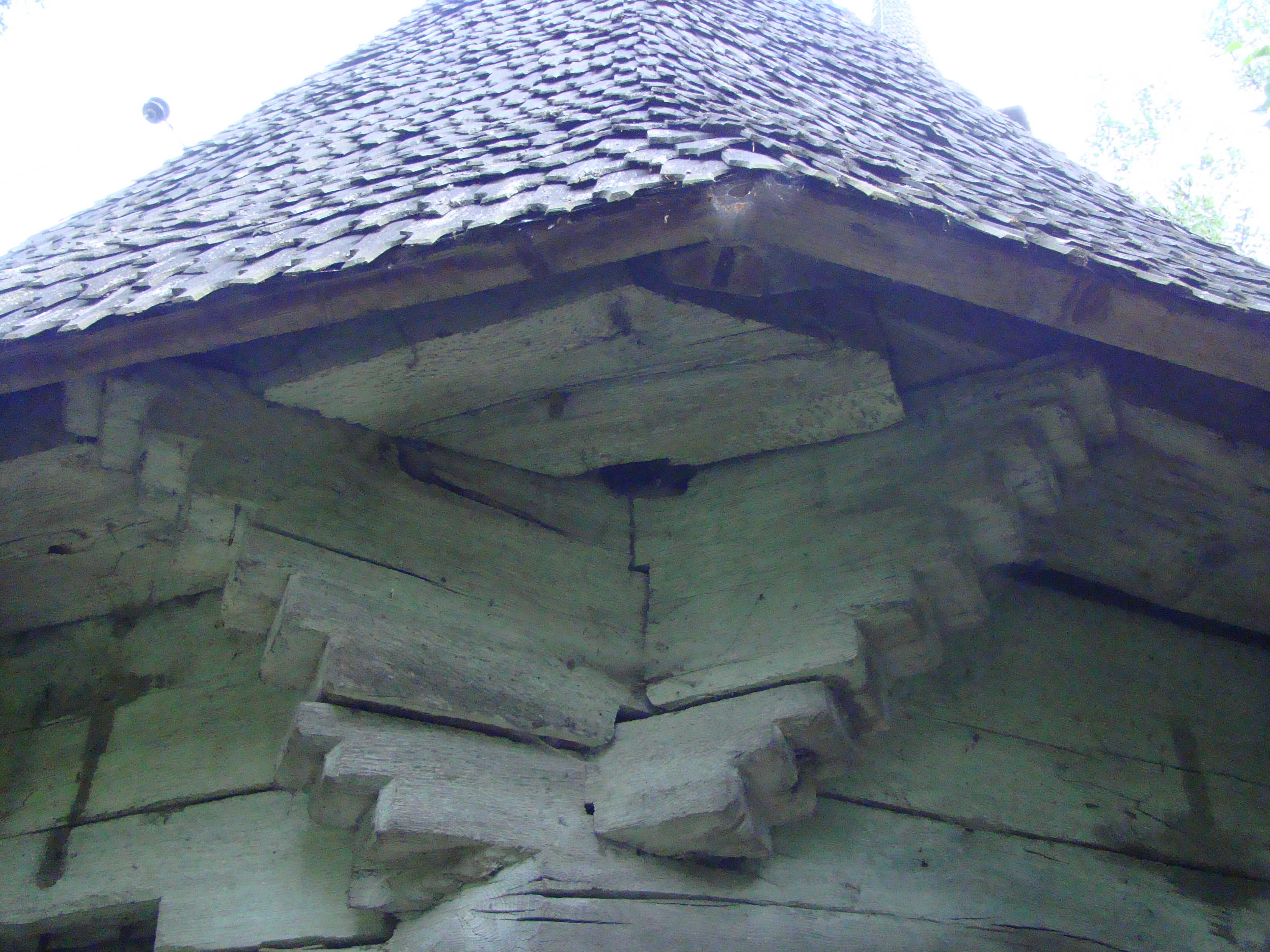
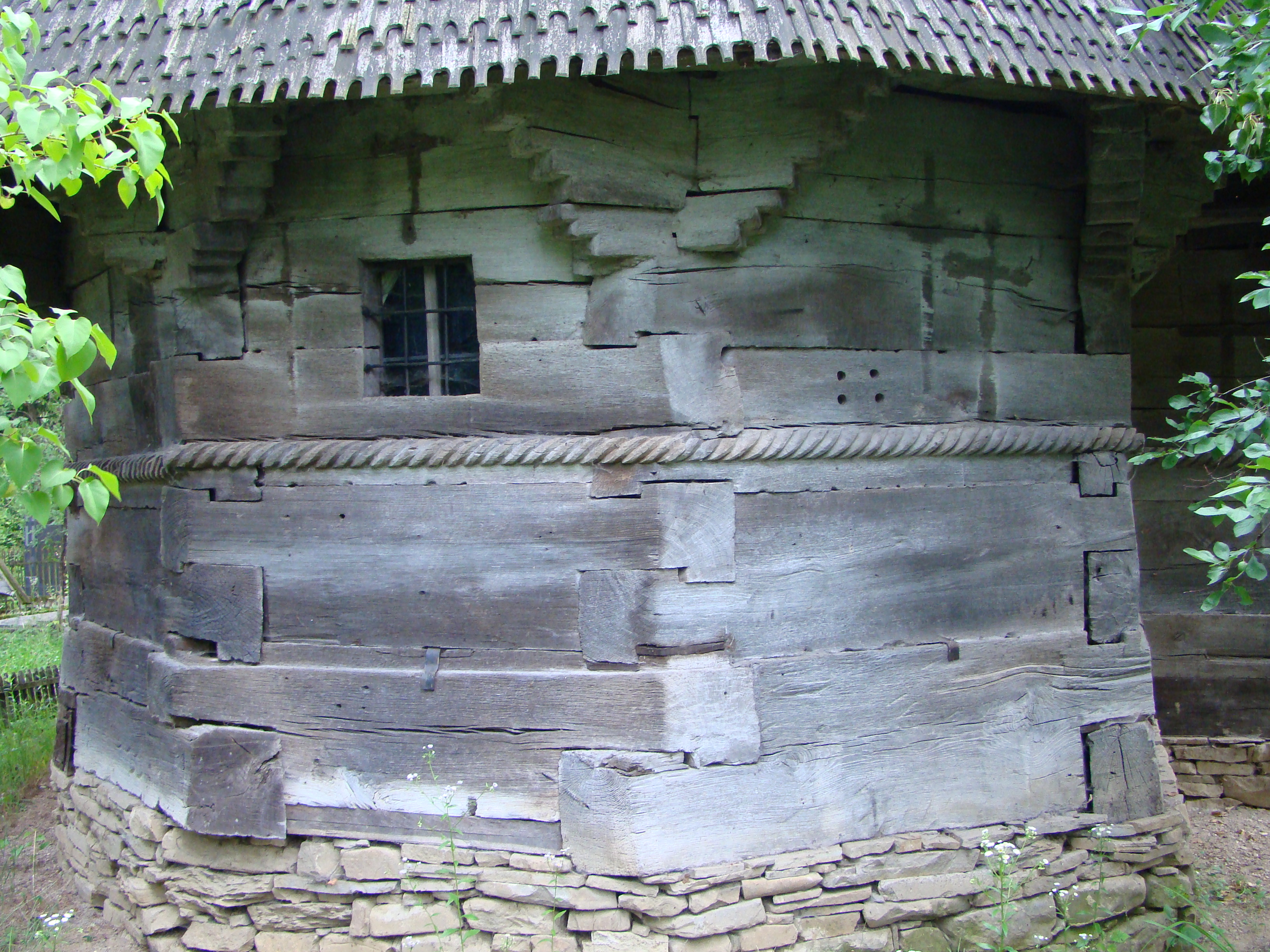
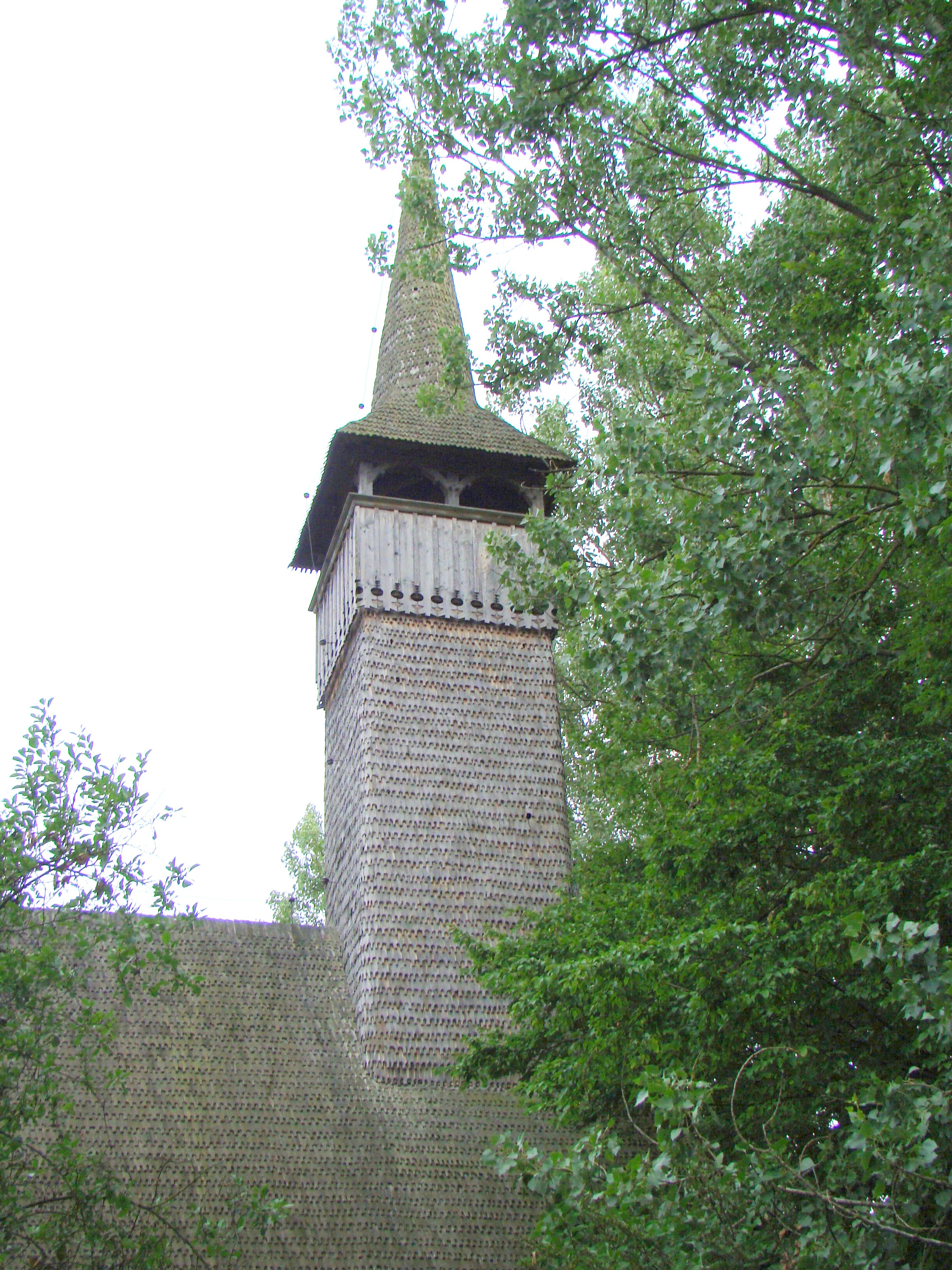
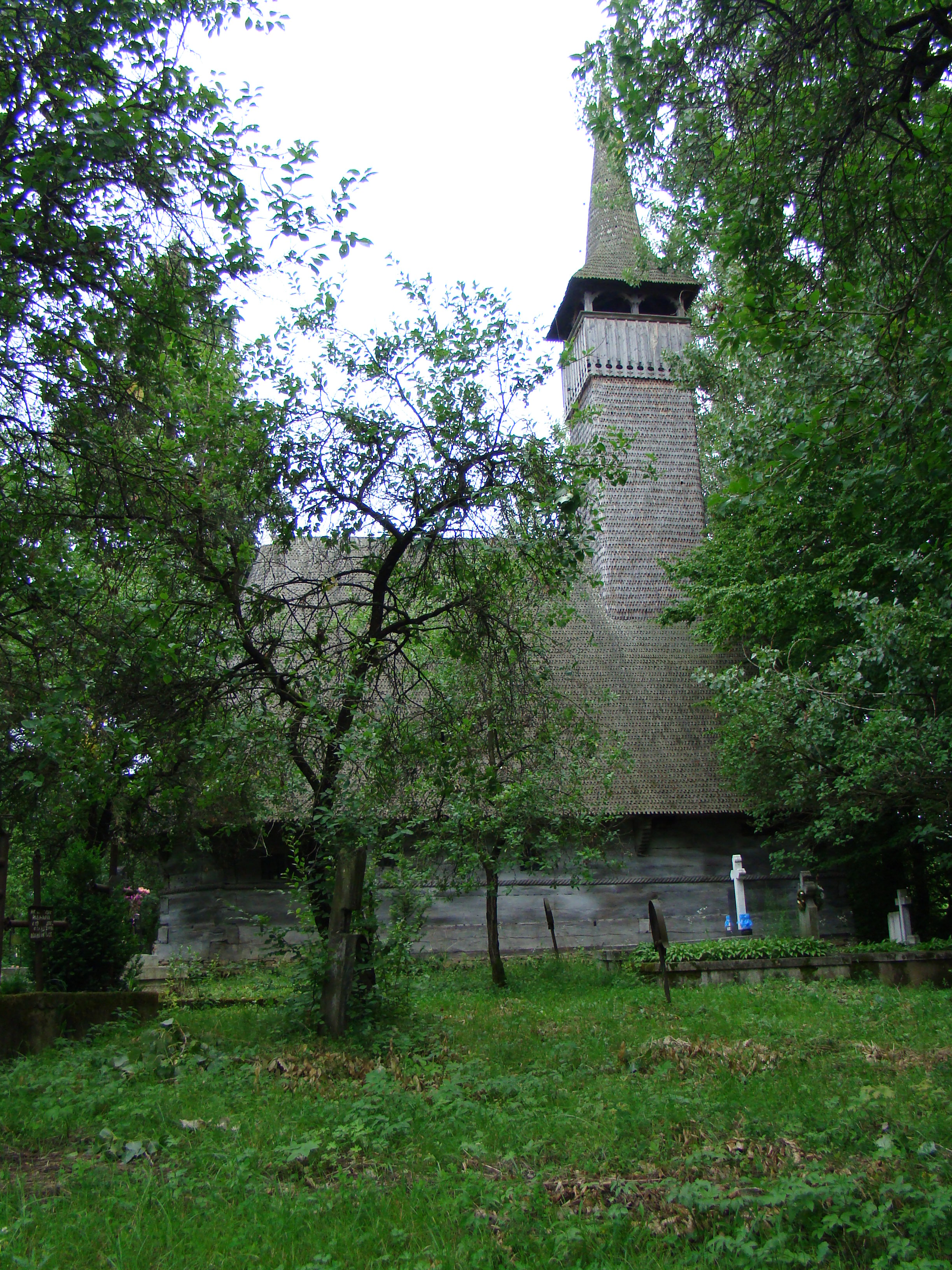

## Imagini din interior

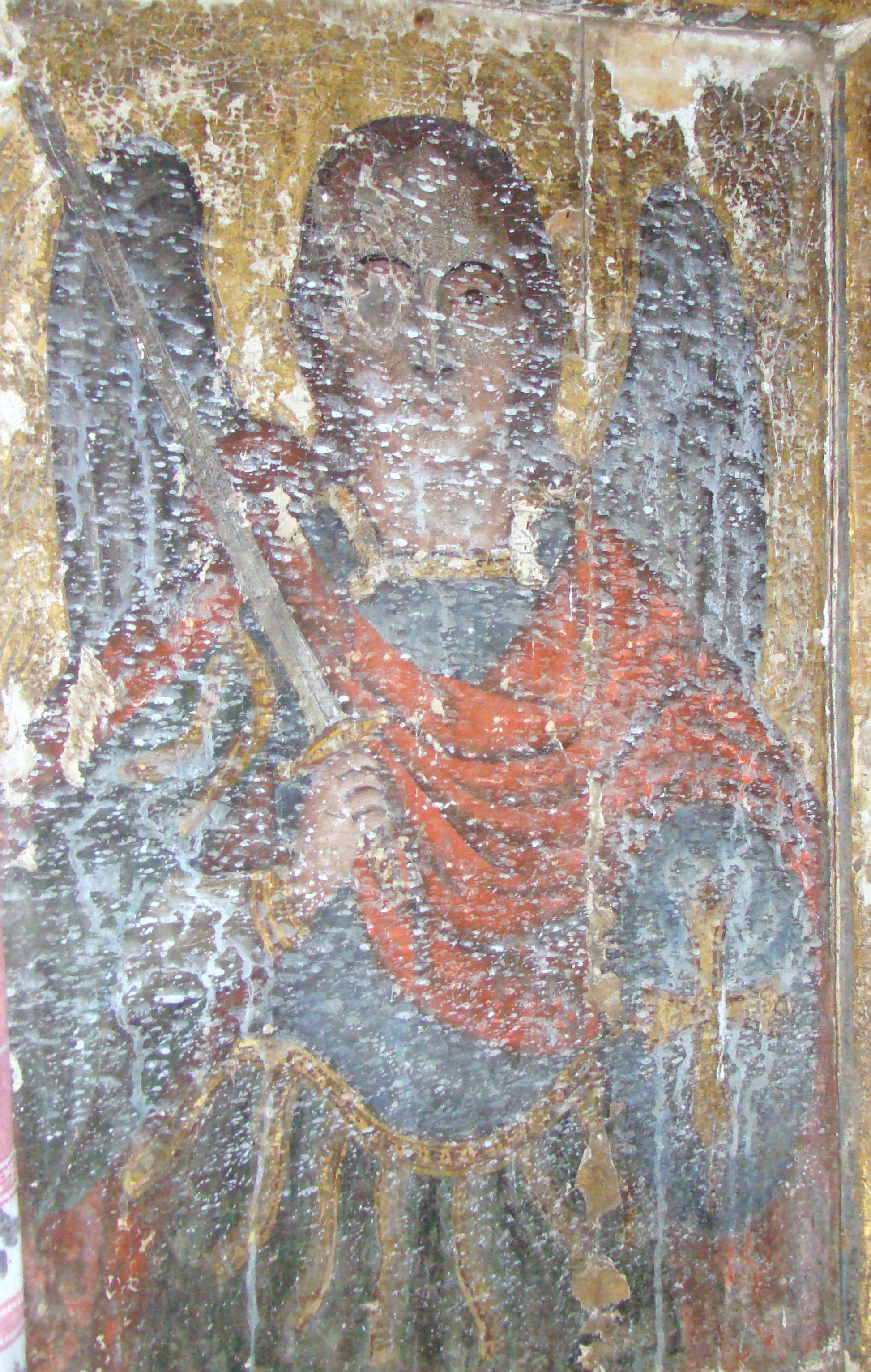
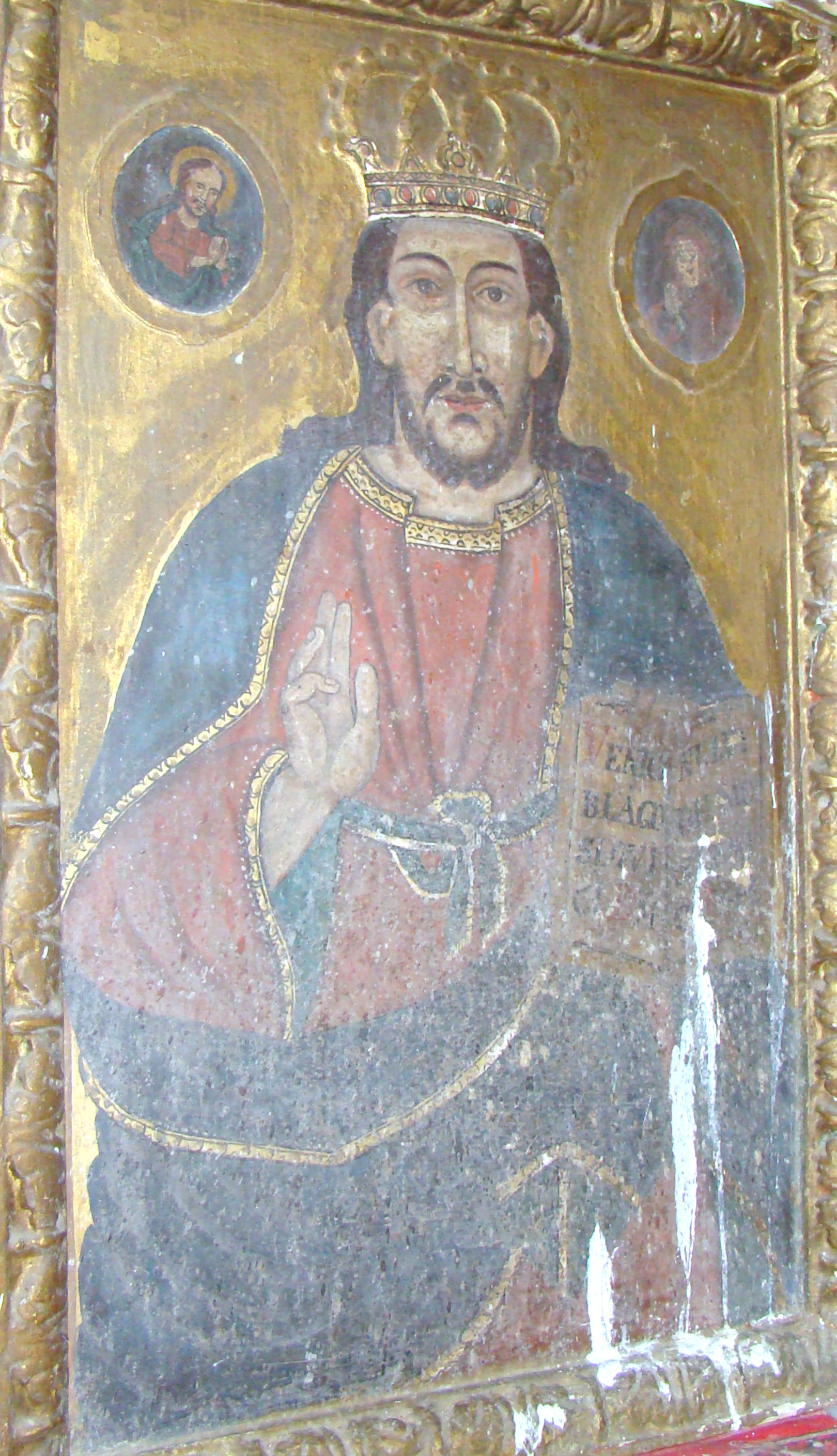
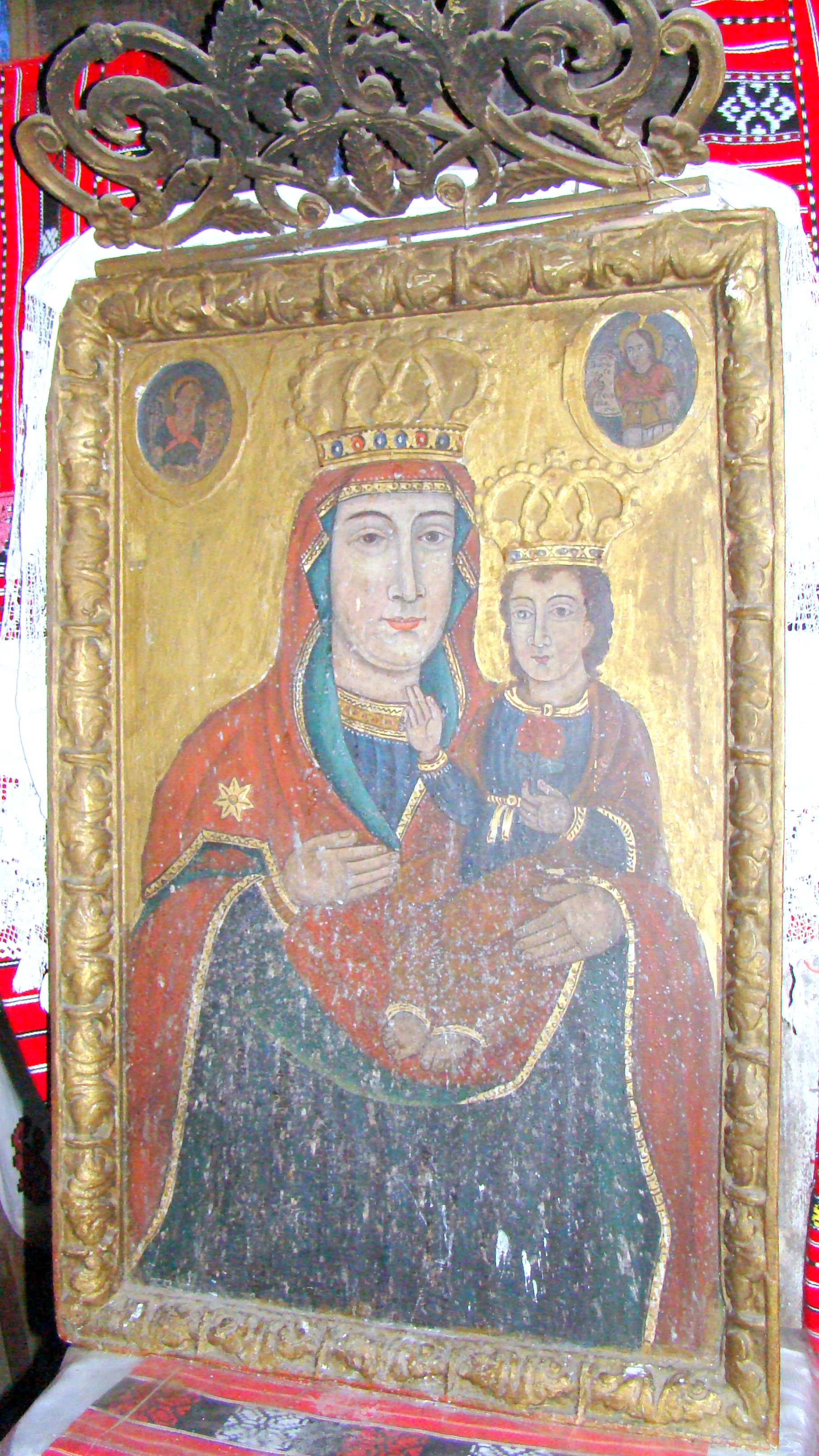
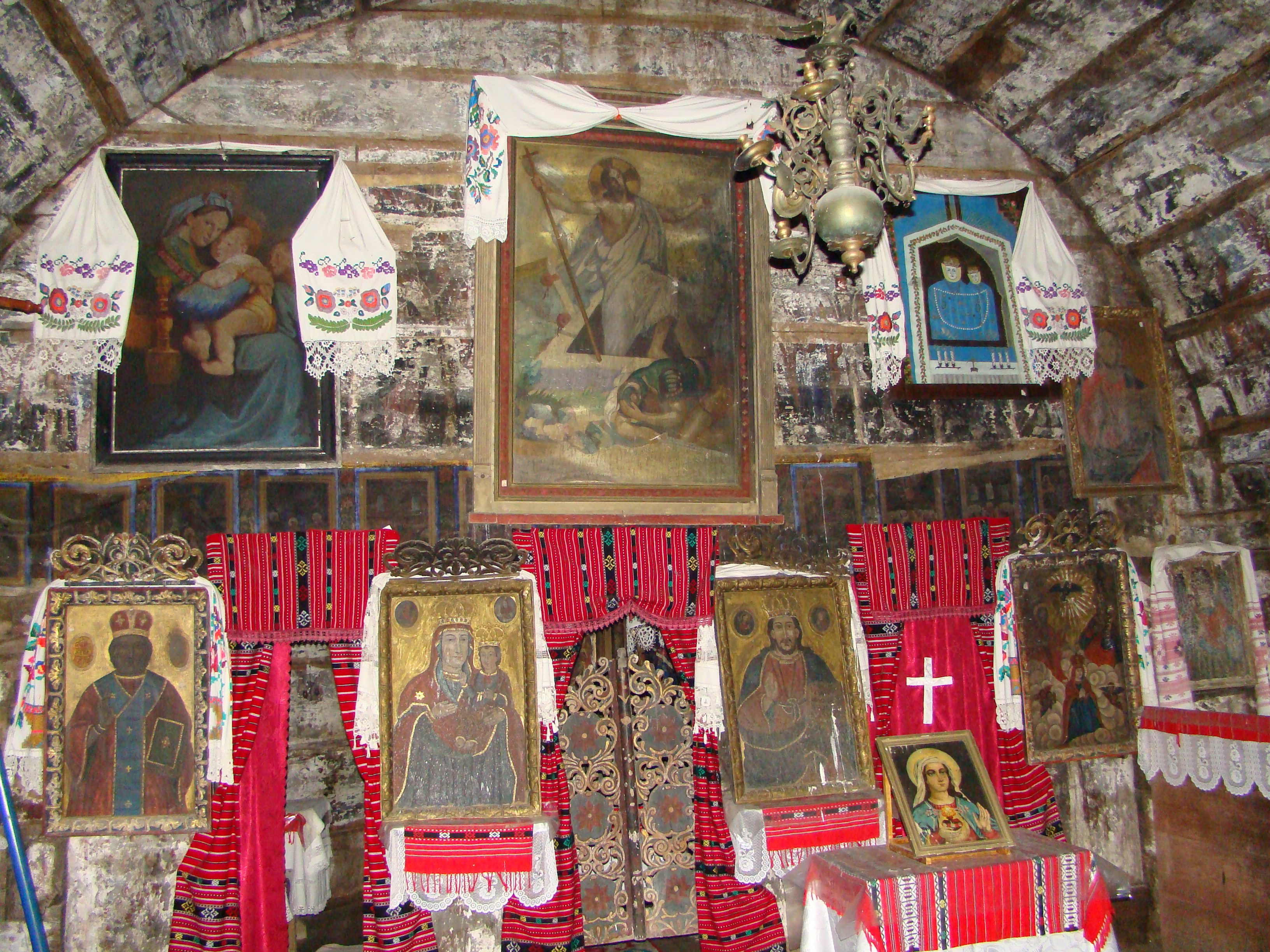
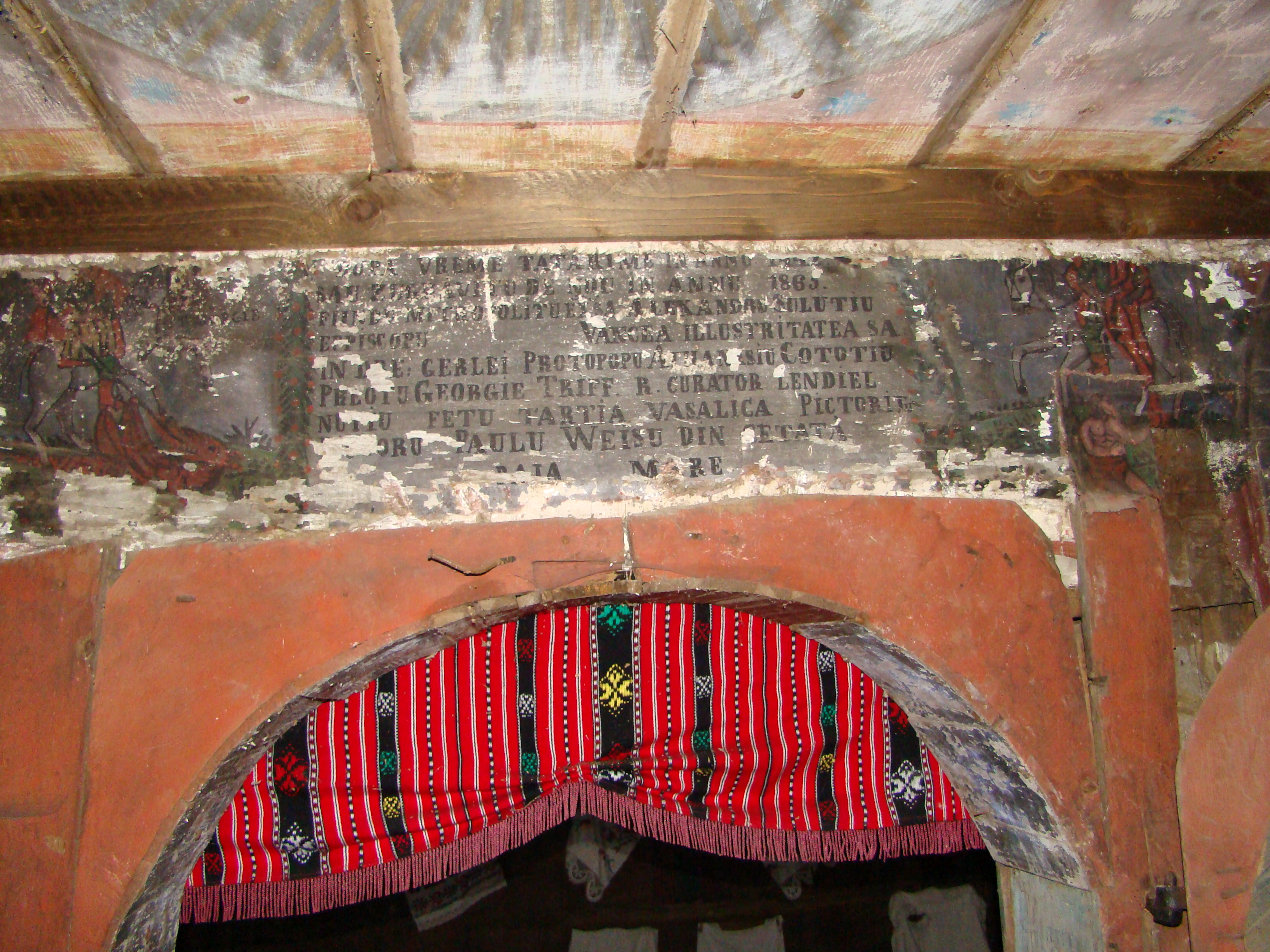
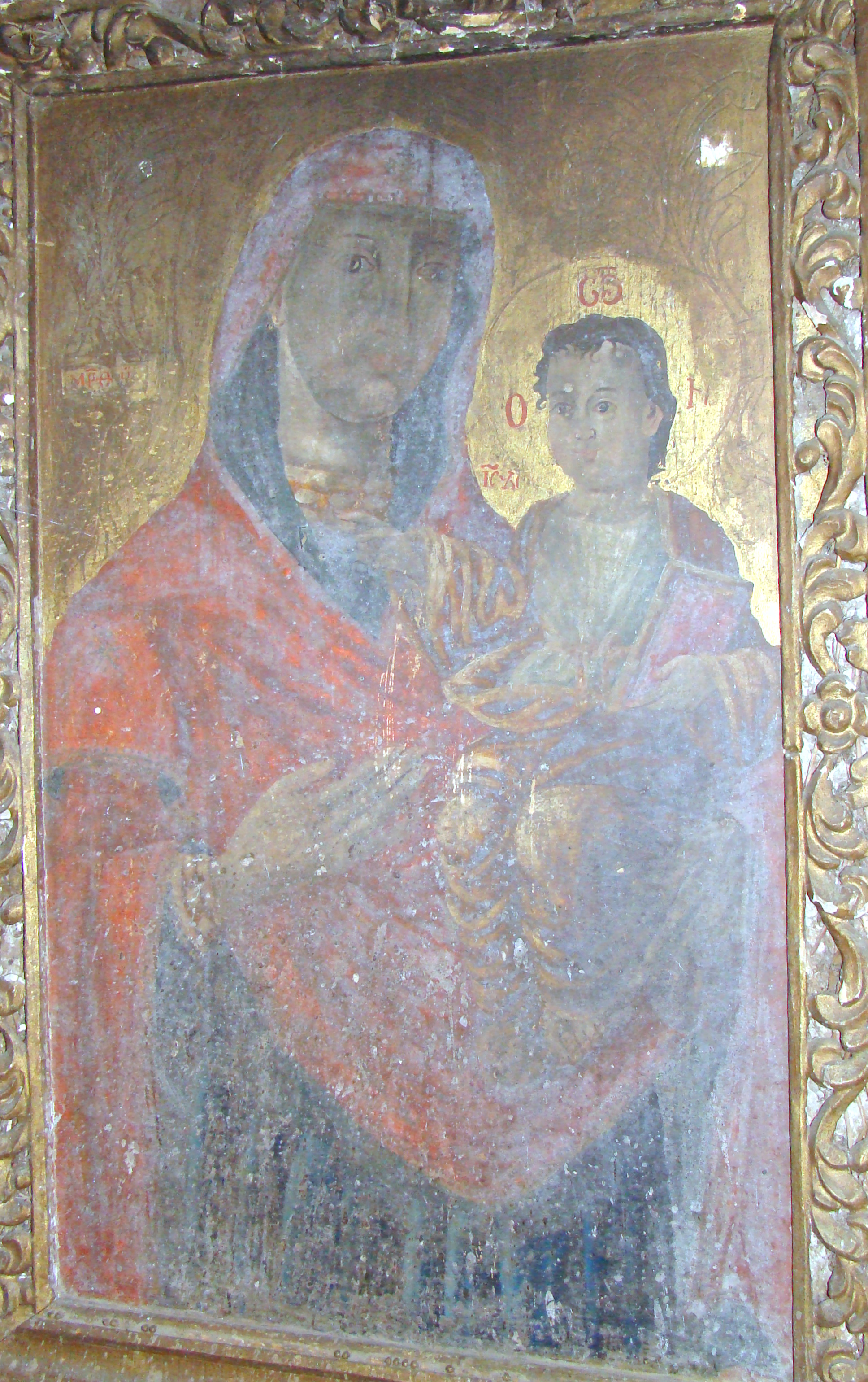
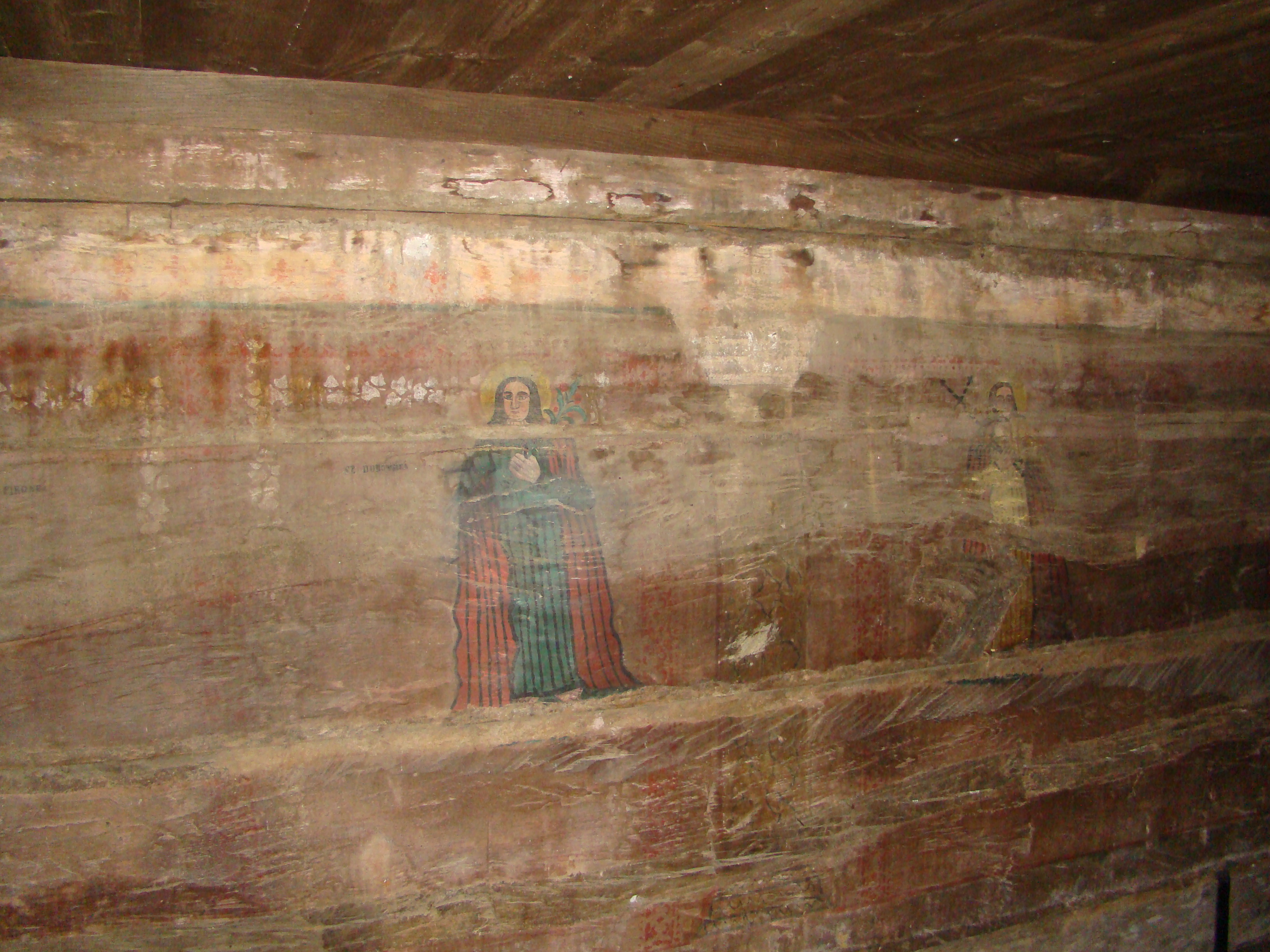
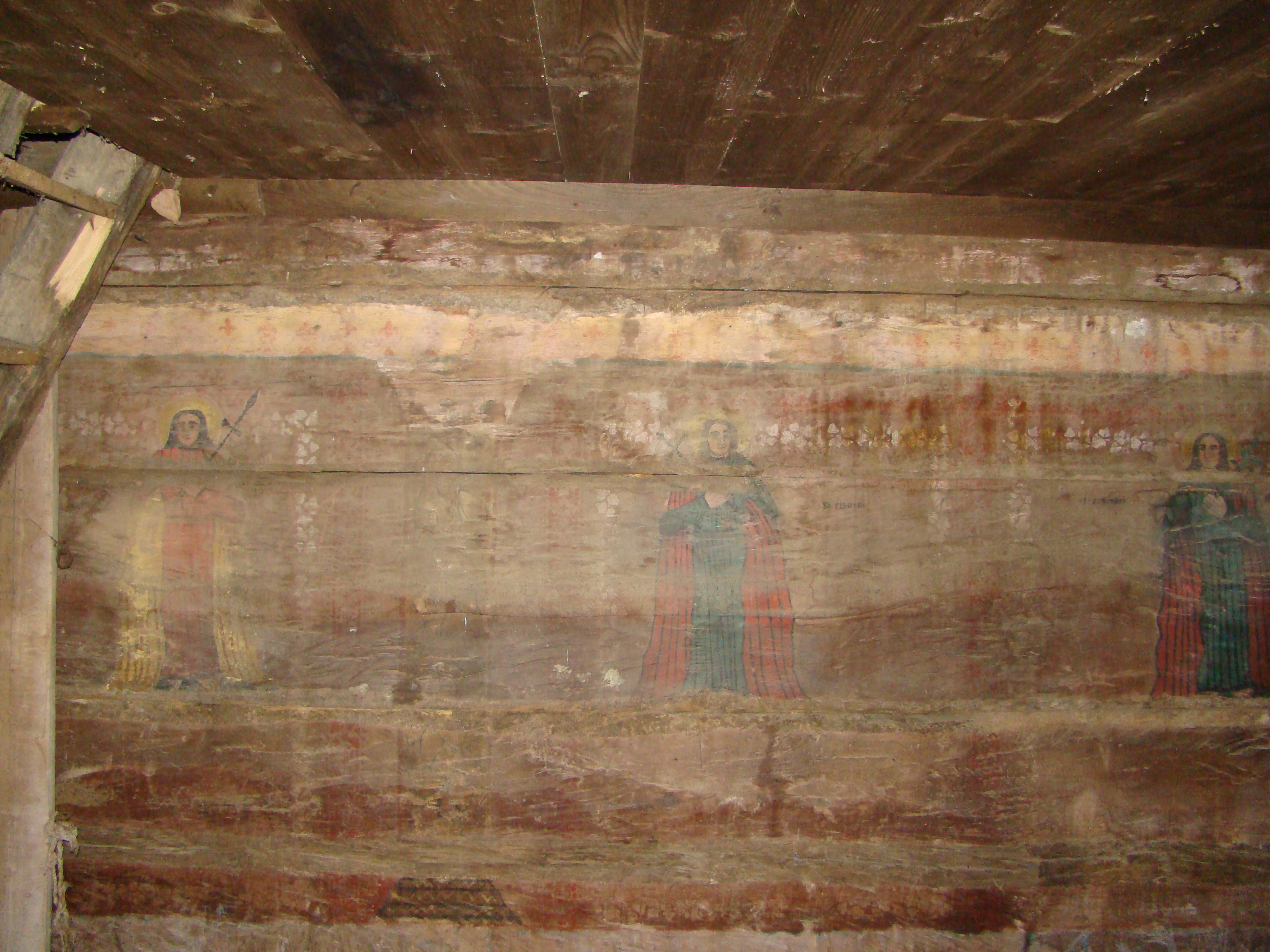
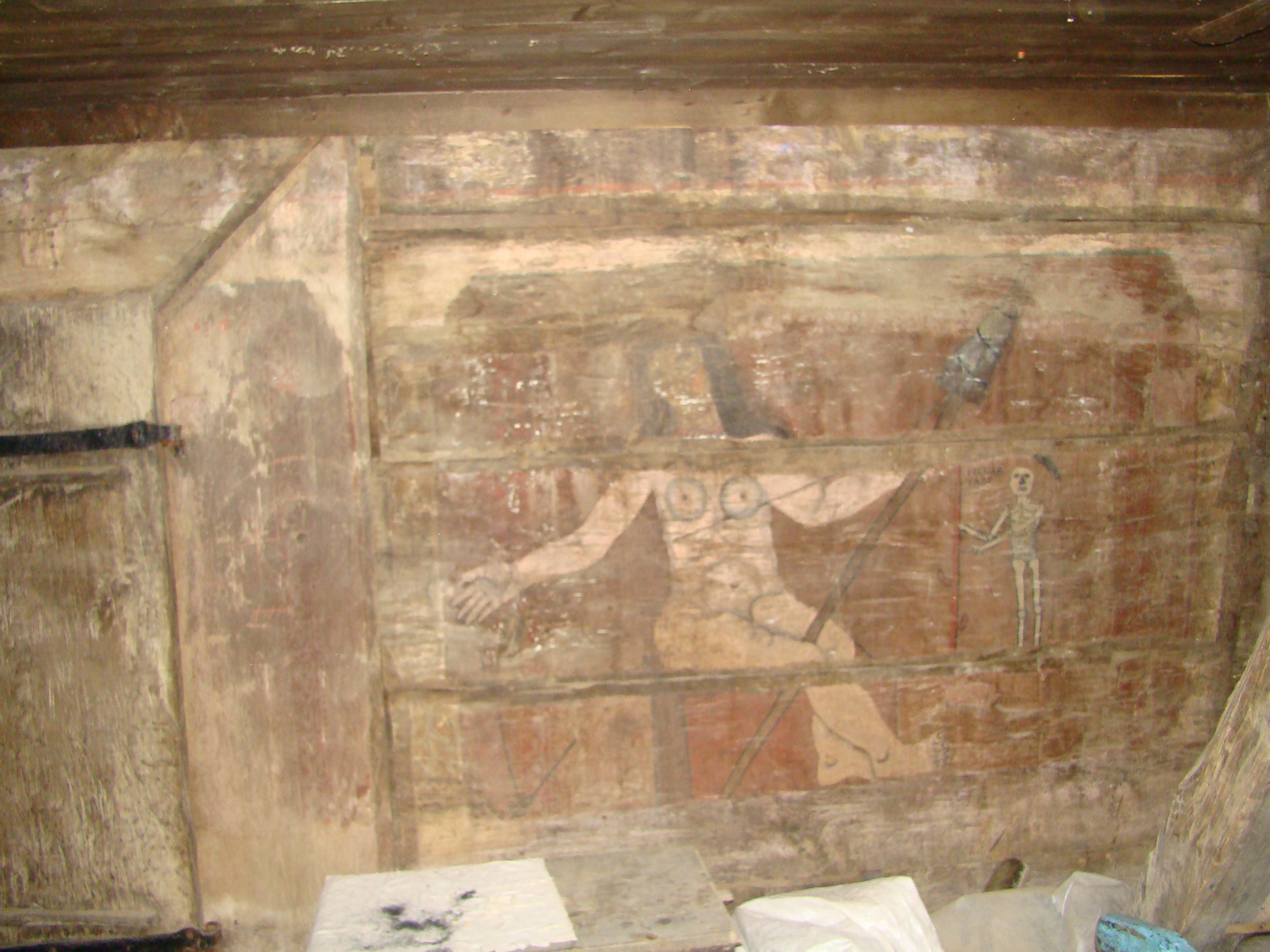
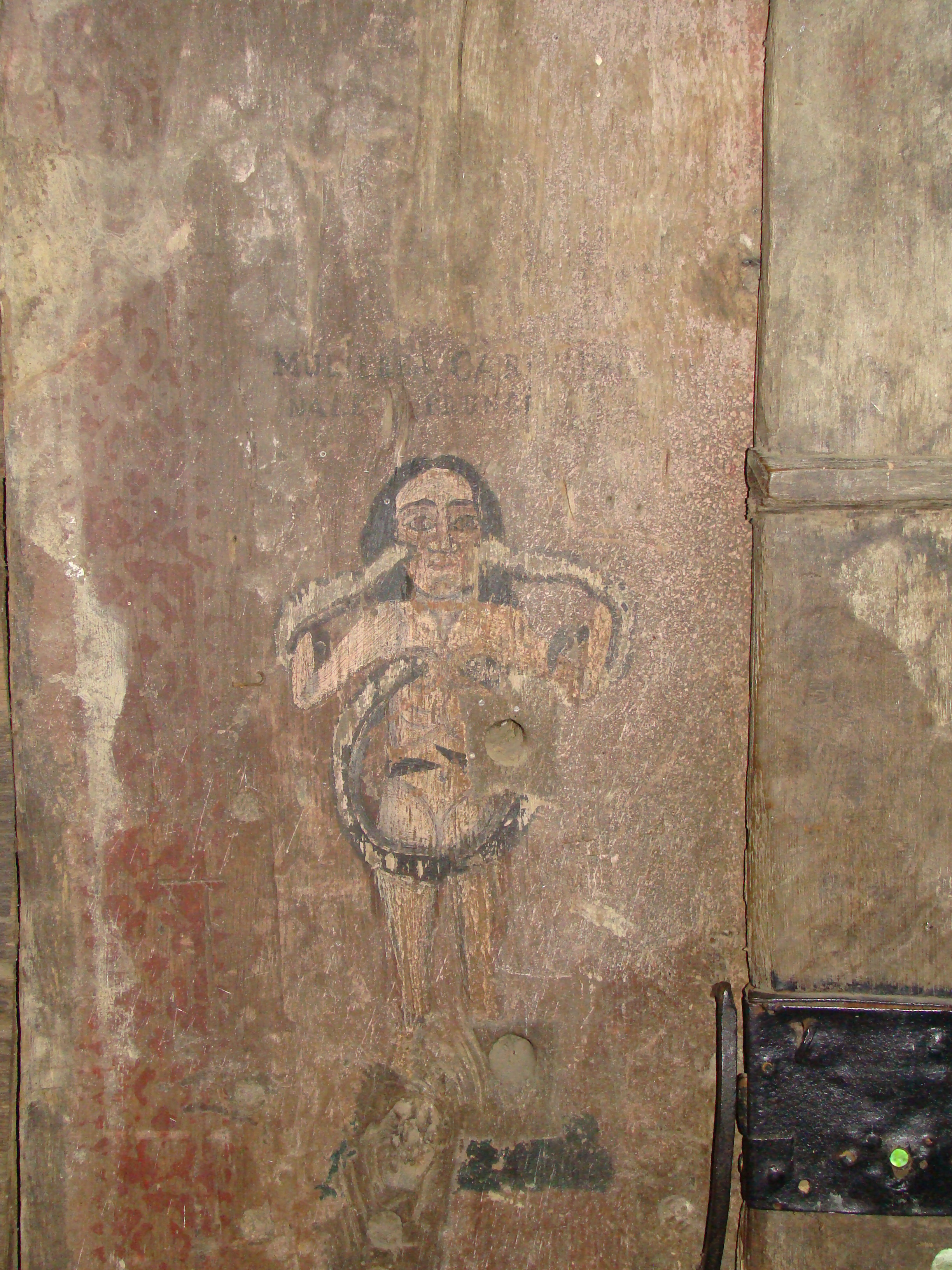
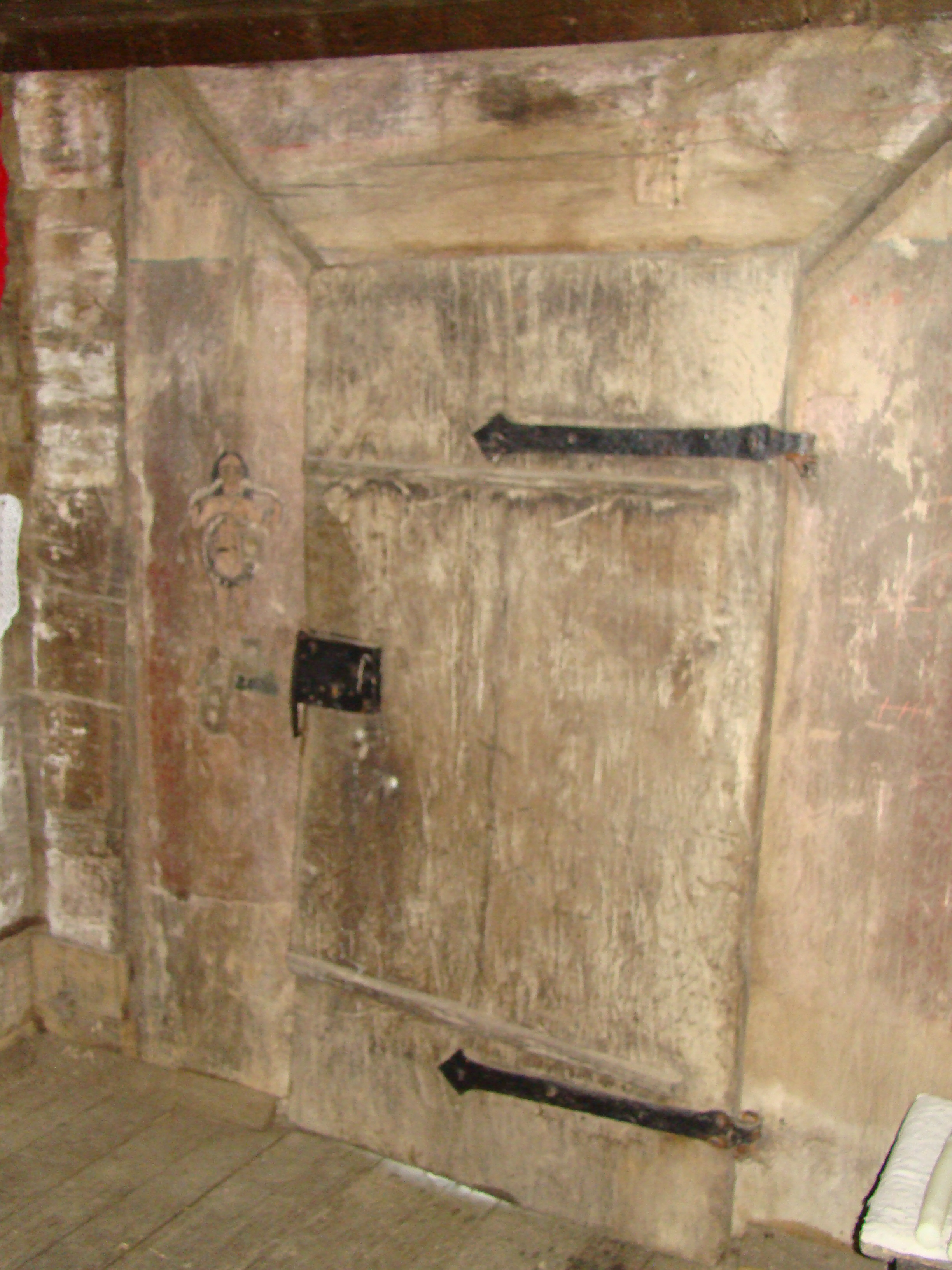
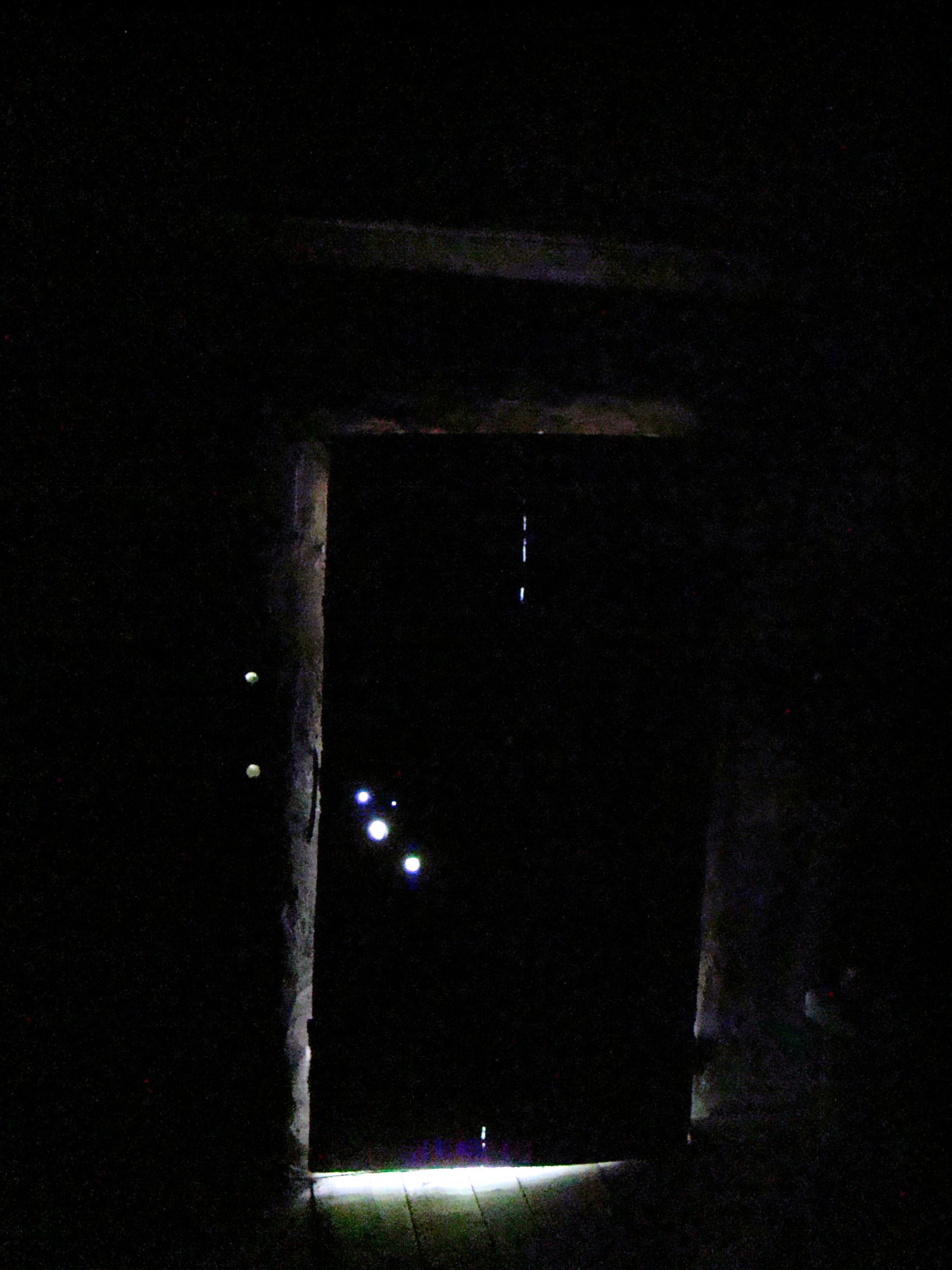
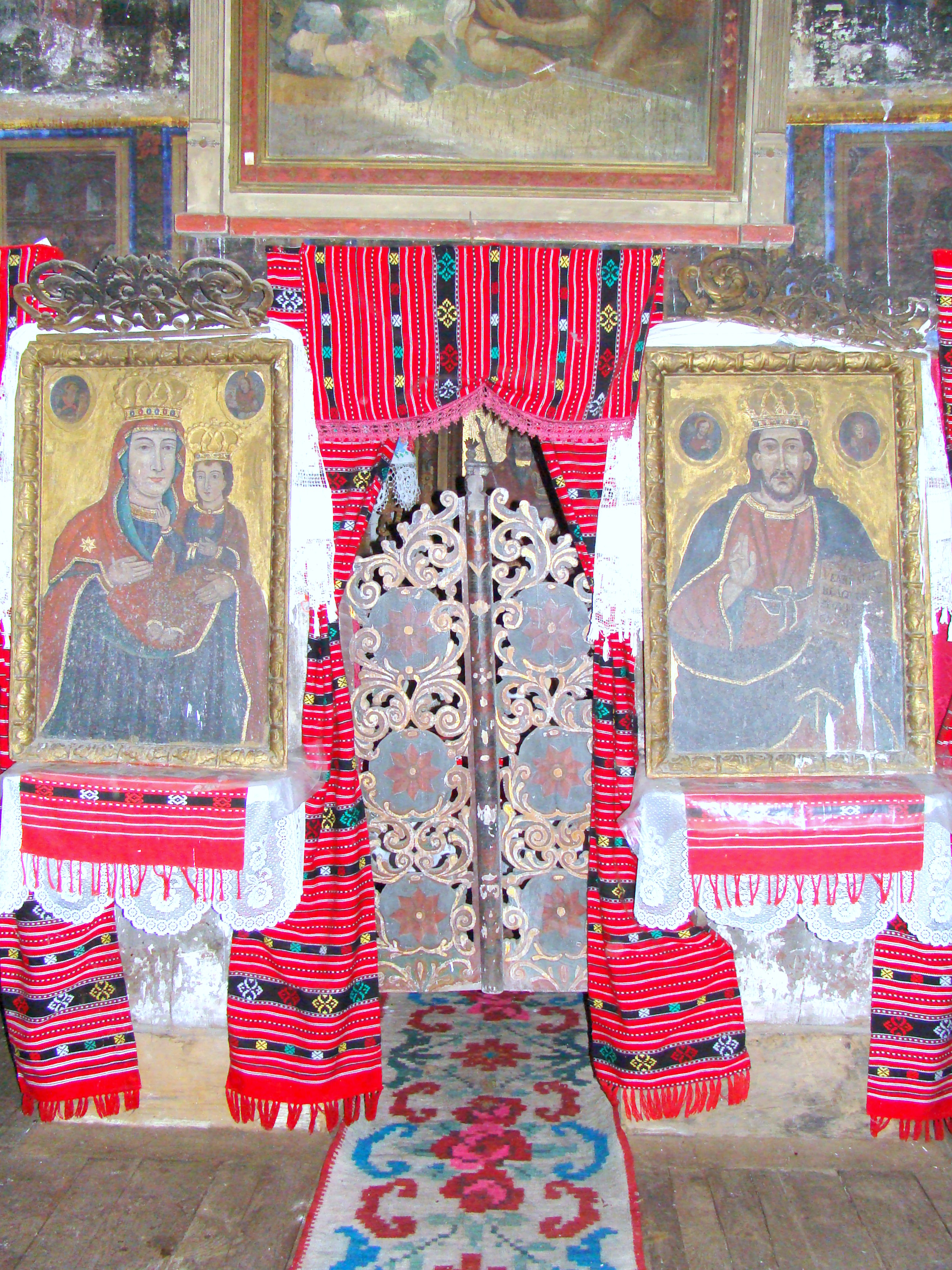
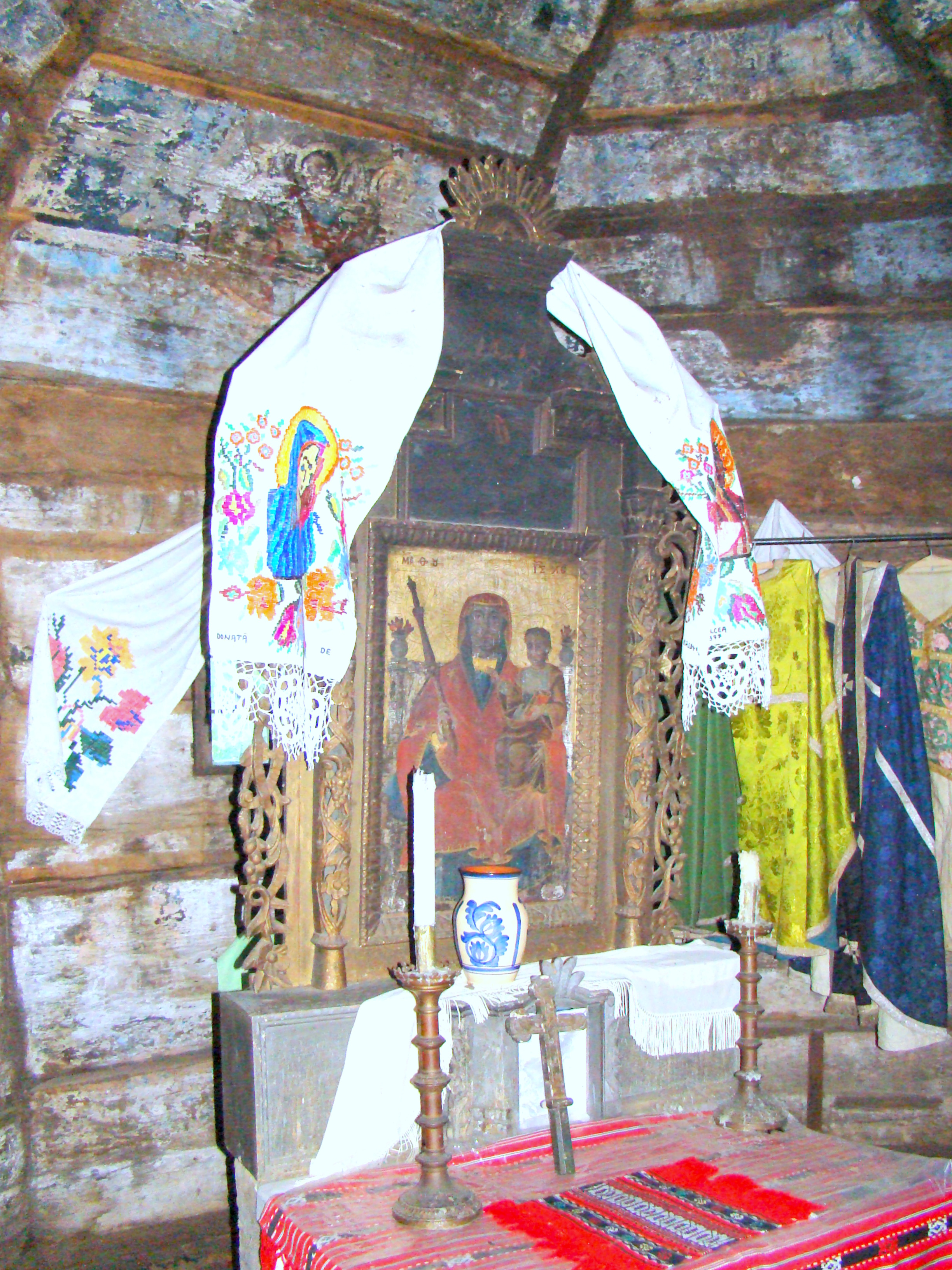
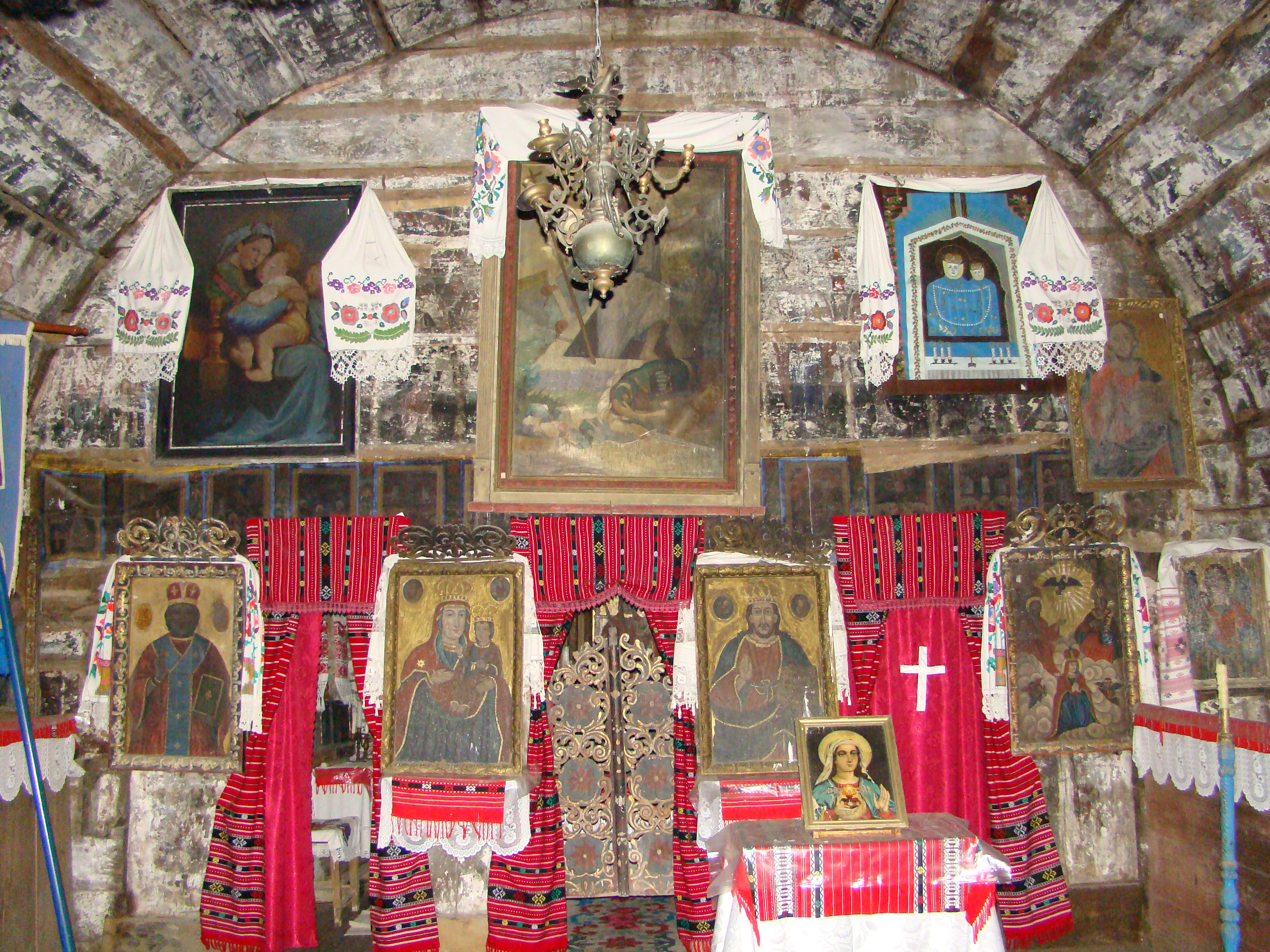
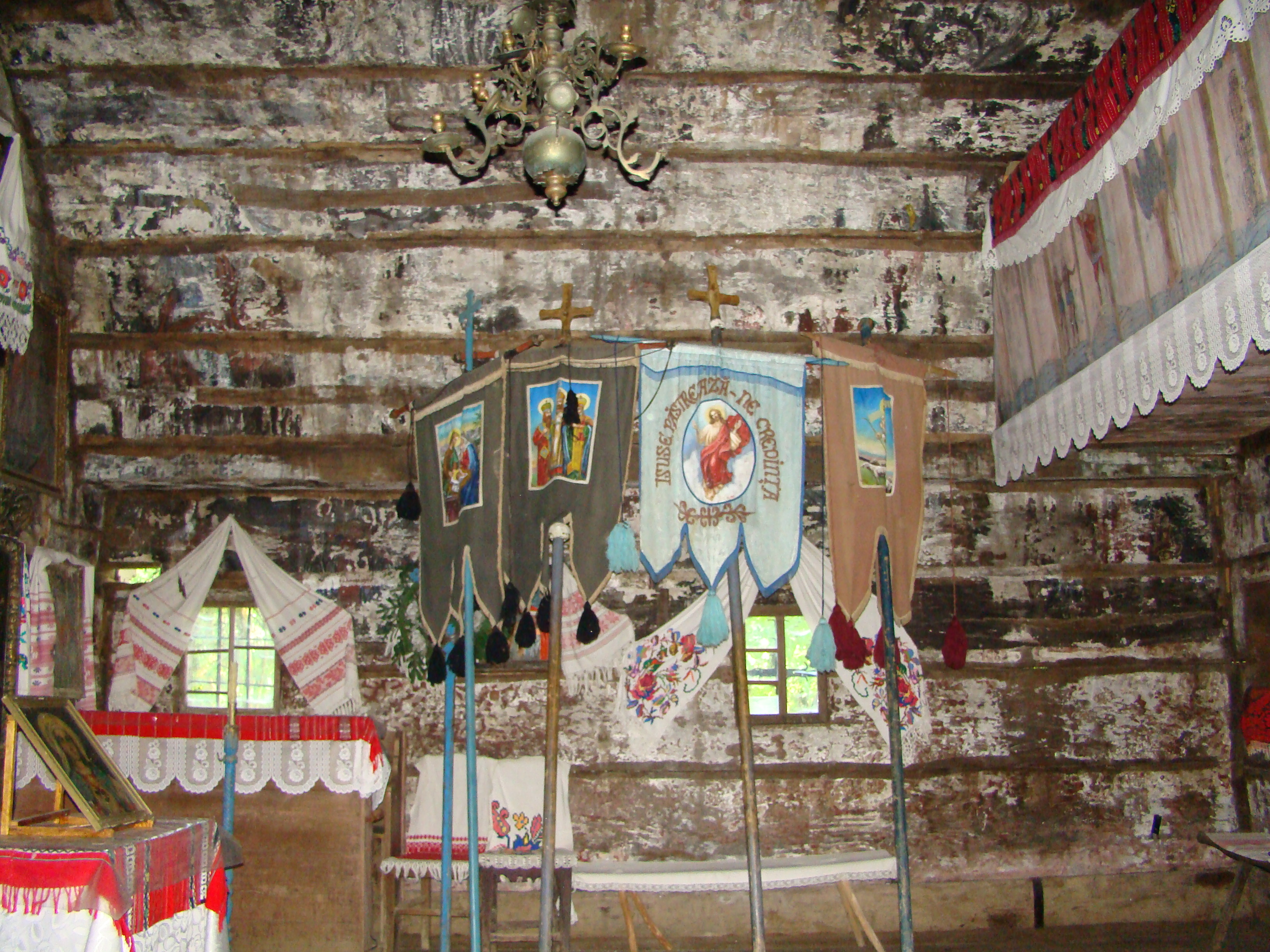
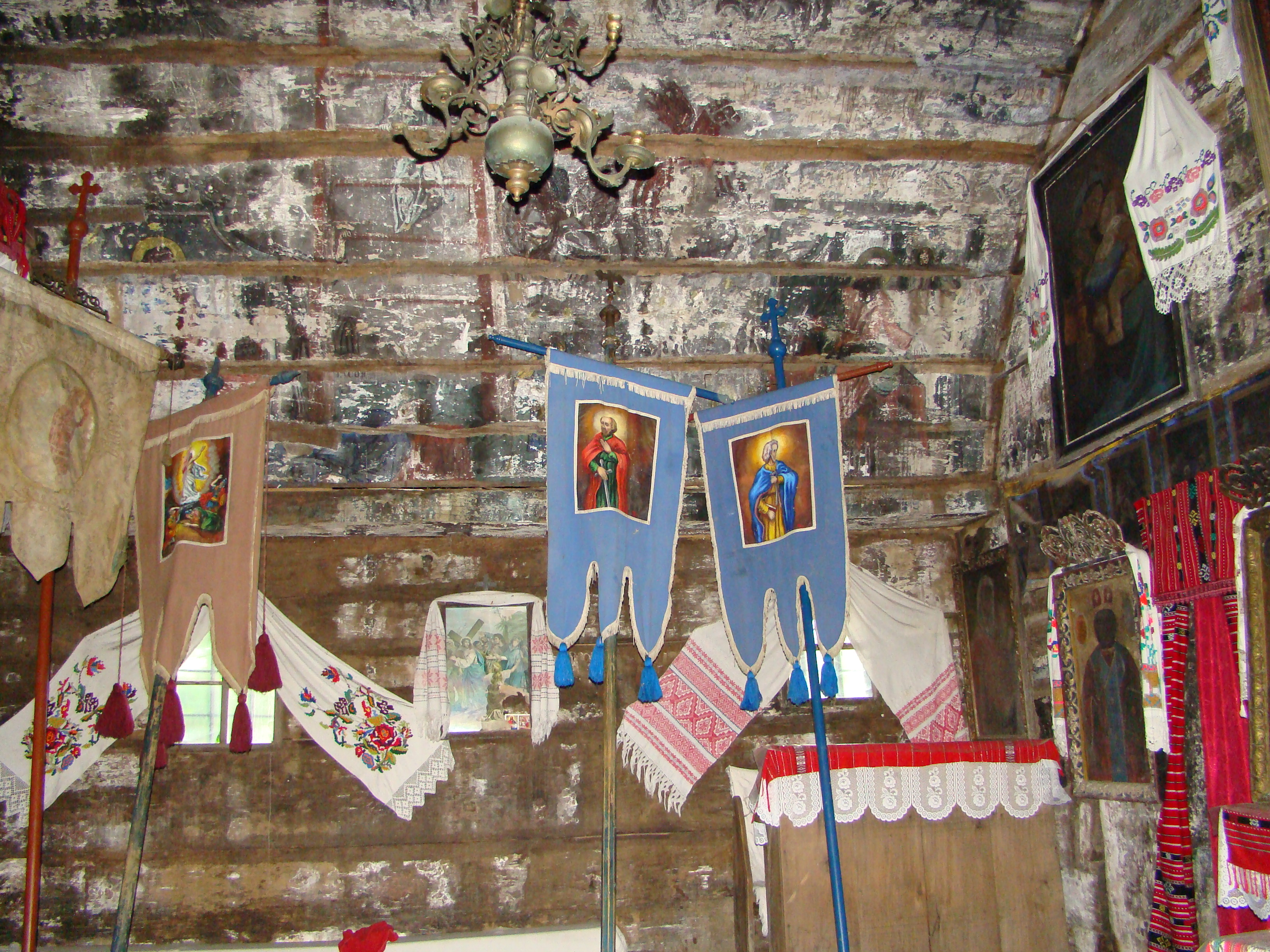
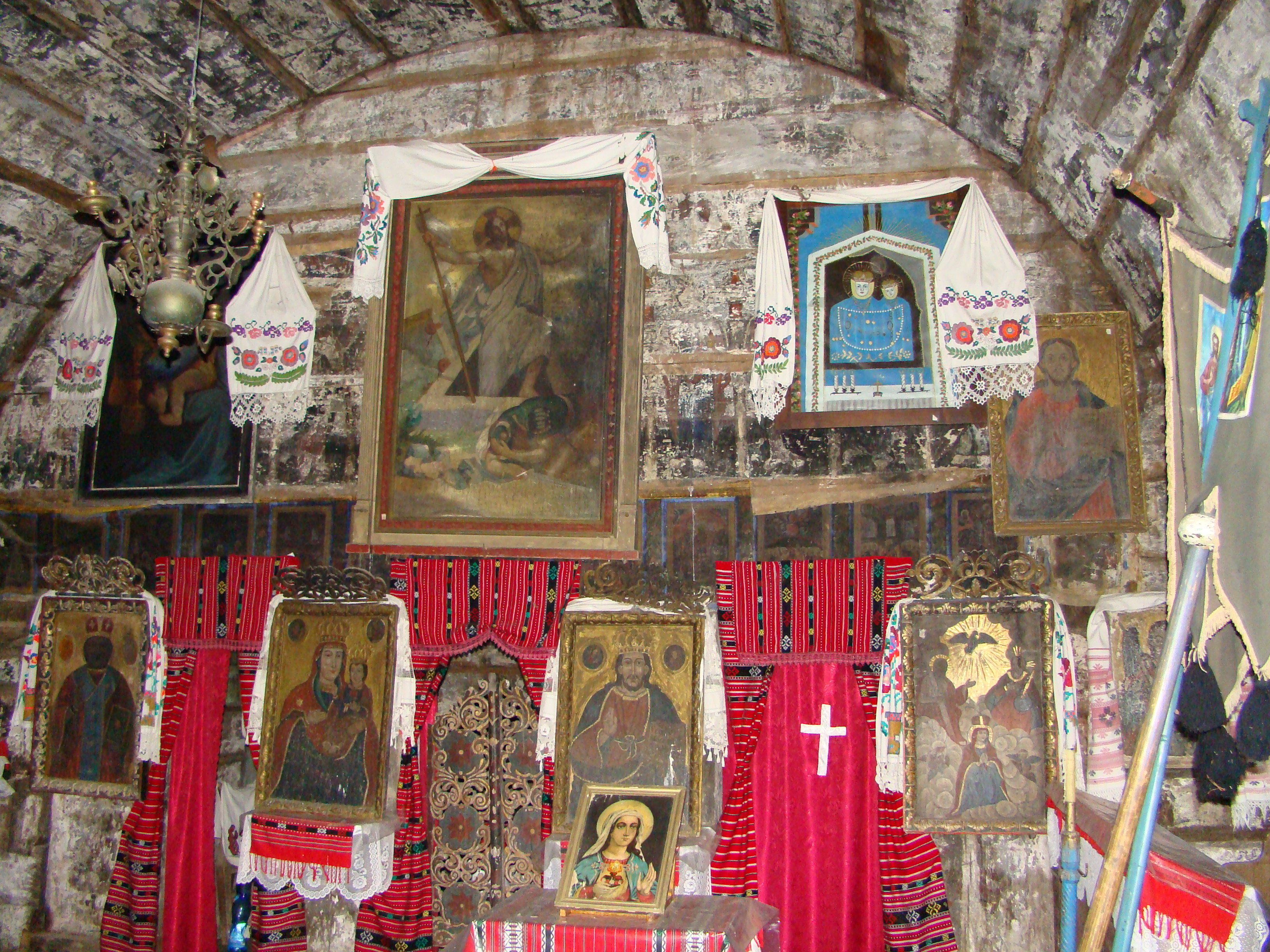